# Manduca sexta
La sfinge del tabacco (Manduca sexta (Linnaeus, 1763)) è un lepidottero appartenente alla famiglia Sphingidae, diffuso in America Settentrionale, Centrale e Meridionale.

## Descrizione

### Adulto
L'ala anteriore, che mostra un colore di fondo brunastro, presenta superiormente una linea bianca zigzagante, in posizione submarginale, solitamente abbastanza evidente.

La pagina superiore dell'ala posteriore, anch'essa brunastra, evidenzia invece delle bande scure, variabili in larghezza e posizione, intervallate da spazi bianchi che talvolta possono essere ombreggiati di bruno, come nel caso della sottospecie jamaicensis. Il termen risulta lievemente dentellato, specialmente nell'ala posteriore.

Le pagine inferiori delle due ali si mostrano marroncine, di una tonalità più tenue rispetto alle superiori, e nel maschio mostrano disegni leggermente più marcati.

Nell'apparato boccale il secondo segmento del palpo labiale ha una lunghezza pari alla propria larghezza, e risulta arrotondato ventralmente.

Nelle zampe anteriori, la tibia risulta corta e tozza, appena più lunga del primo tarsomero, il quale appare esternamente provvisto di quattro spine più lunghe, e di altre più ridotte; al contrario, le tibie del secondo e terzo paio di zampe hanno la stessa lunghezza del primo tarsomero. Il tarso delle zampe anteriori è più lungo nelle femmine, ed ha numero maggiore di piccole spine.

Il torace e l'addome sono marroncini, il secondo più scuro e allungato nel maschio; la parte ventrale dell'addome, più chiara, rivela sterniti provvisti di spine ridotte, mentre sui fianchi si scorgono bande giallastre intervallate da altre più strette e scure.

Le antenne sono filiformi e lievemente uncinate all'apice, più spesse e con uncino più corto nel maschio.

Nel genitale maschile, l'uncus è alquanto dilatato nella parte subapicale, e dorsalmente molto convesso. Pure lo gnathos appare ricurvo dorsalmente e con margini dilatati prima dell'apice, con le porzioni ipertrofiche poste in posizione angolata l'una rispetto all'altra. L'edeago rivela un breve dente acuminato in posizione terminale, come in Manduca diffissa petuniae.

L'apertura alare va da 95 a 120 mm nel maschio e da 59 a 65 mm nella femmina.

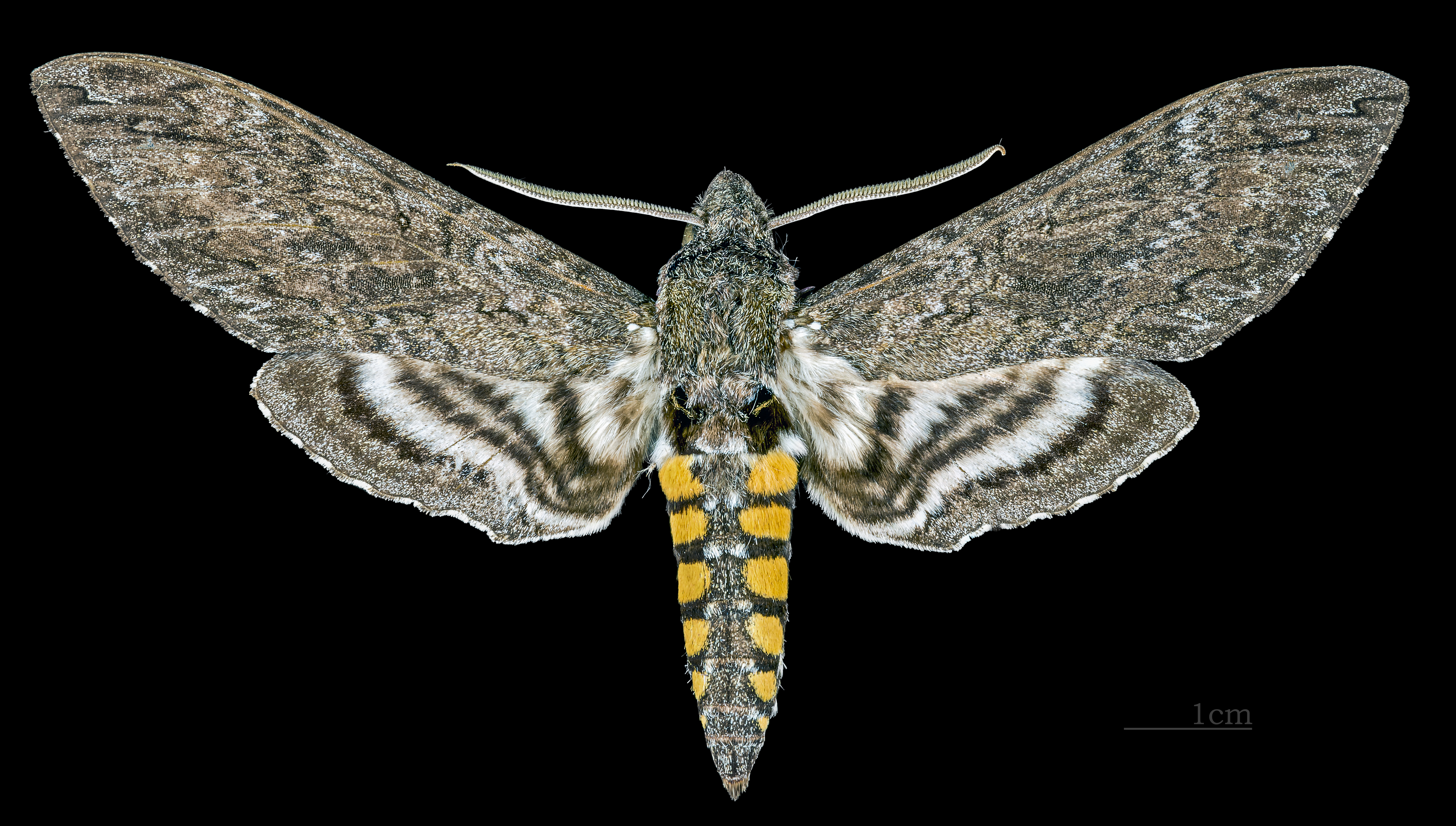
Manduca sexta sexta ♂
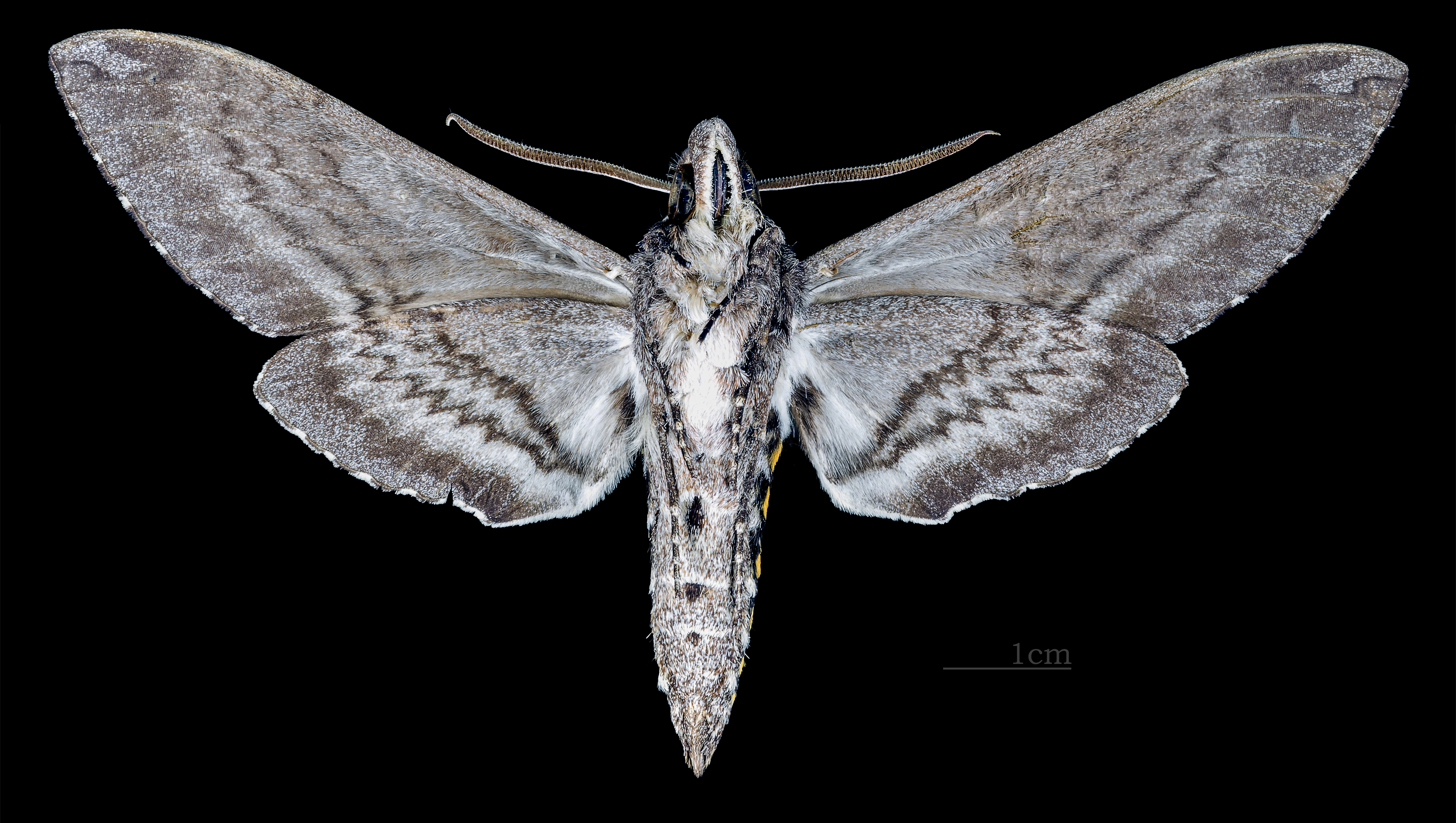
♂ △
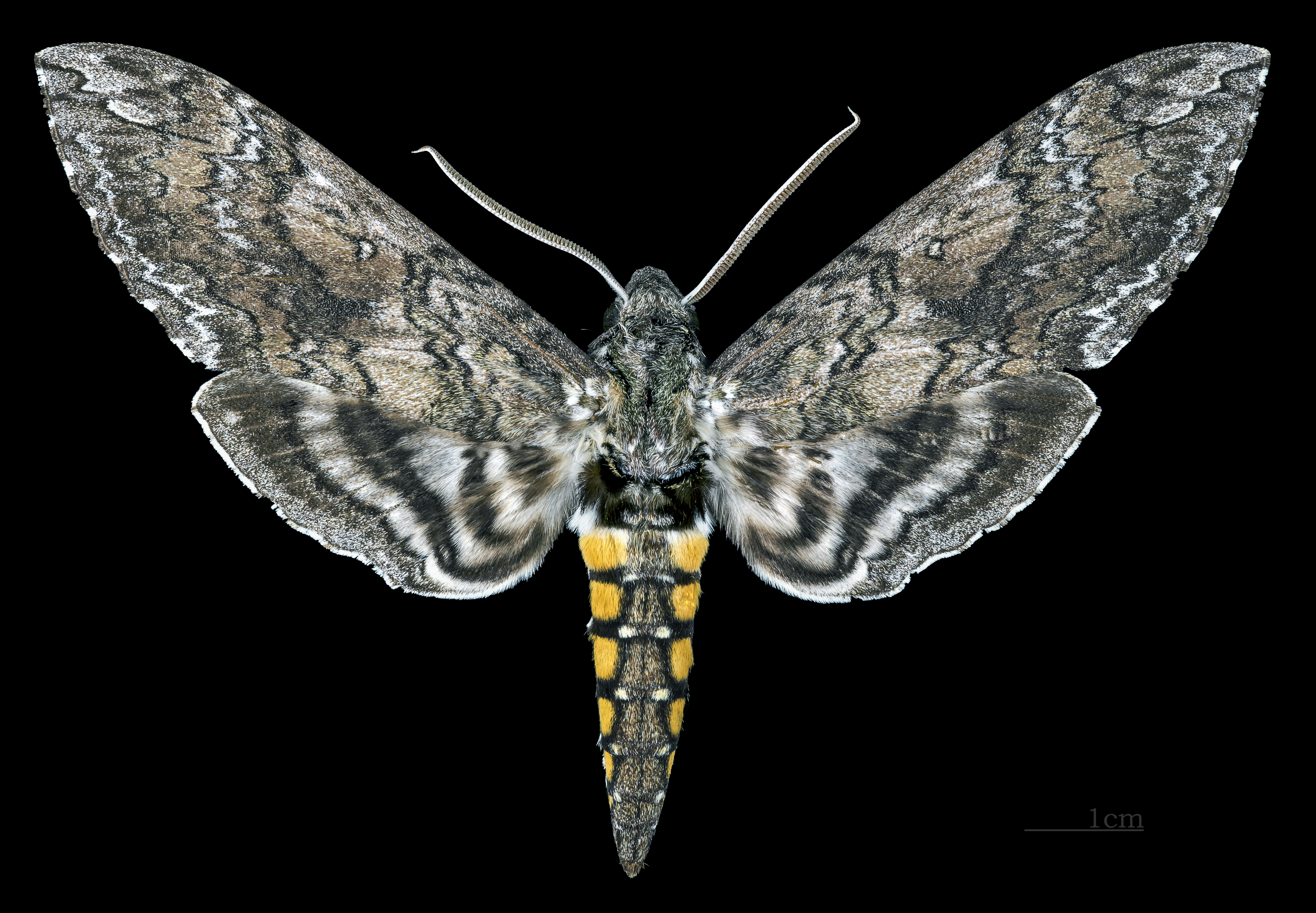
♀
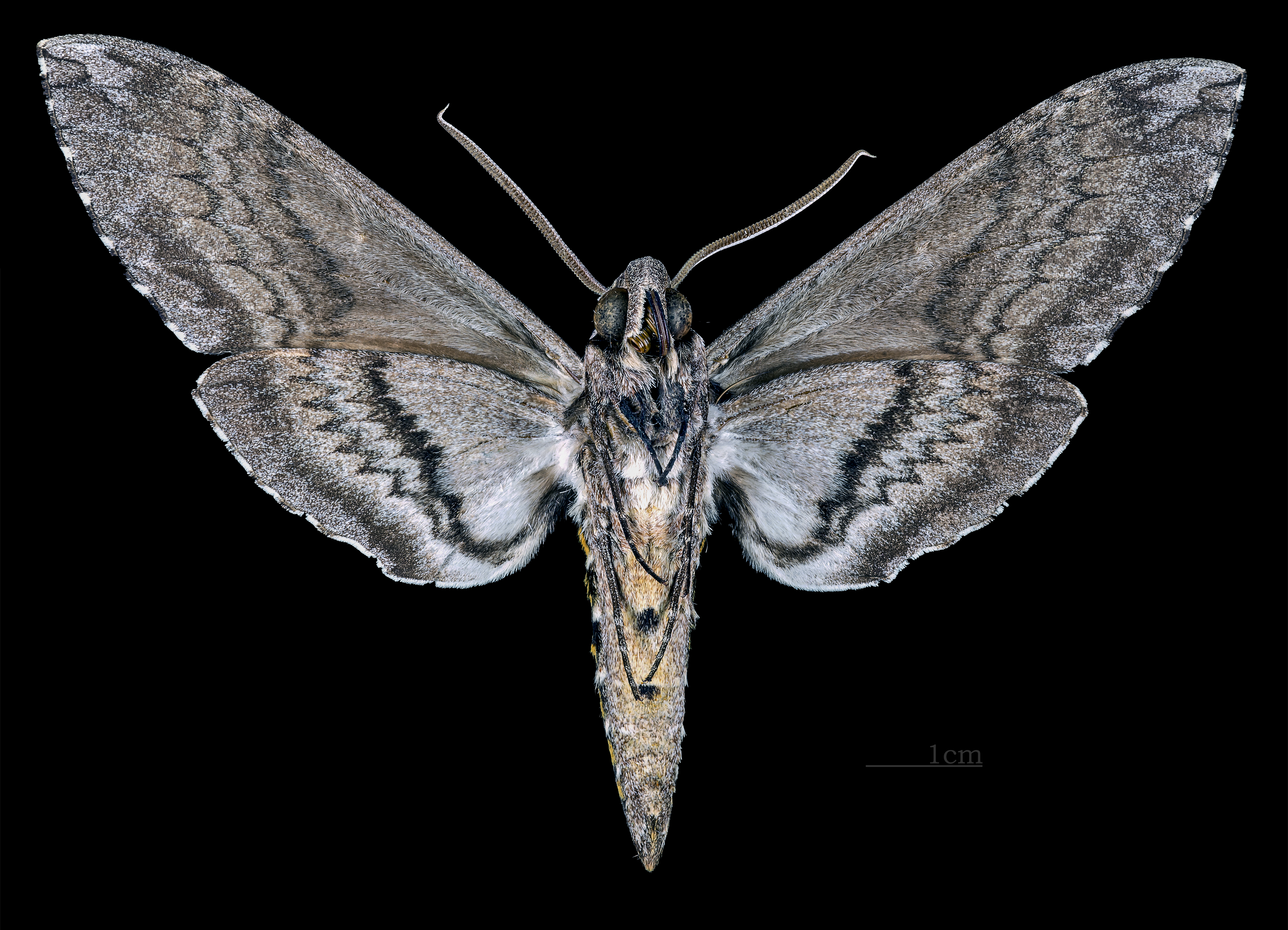
♀ △

### Uovo
Le uova sono sferoidali e verdi traslucide. Vengono deposte, singolarmente o a gruppi di 2-4, di norma sulla pagina inferiore delle foglie della pianta ospite.

### Larva
Il bruco, molto vorace, nelle prime fasi di sviluppo si mostra biancastro, con un capo ed un cornetto caudale molto sviluppati. Quest'ultimo tende a ridursi nel passaggio alle successive fasi larvali, mentre la colorazione tende al verde non appena la larva inizia ad alimentarsi. Il bruco maturo è verde brillante, con un cornetto caudale ridotto e rossiccio, e sette bande bianche trasversali sui fianchi, che dipartono dalla linea spiracolare.

### Pupa
La crisalide è anoica, lucida e marrone, con ombreggiature arancioni, ed un cremaster poco sviluppato. Si può rinvenire entro una camera scavata dalla larva matura nel sottosuolo, dalla quale inizia a riemergere poco prima dello sfarfallamento.

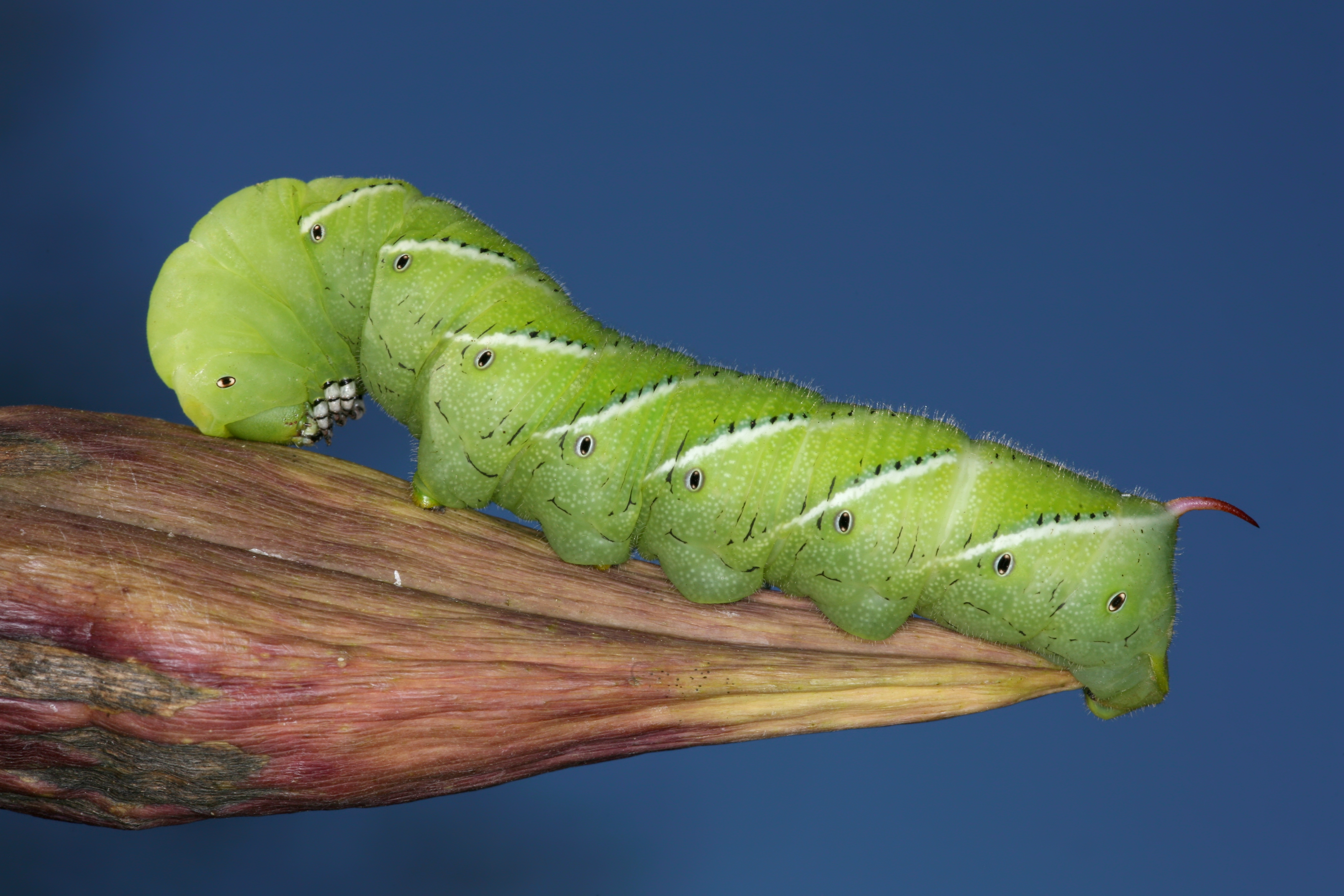
Il bruco
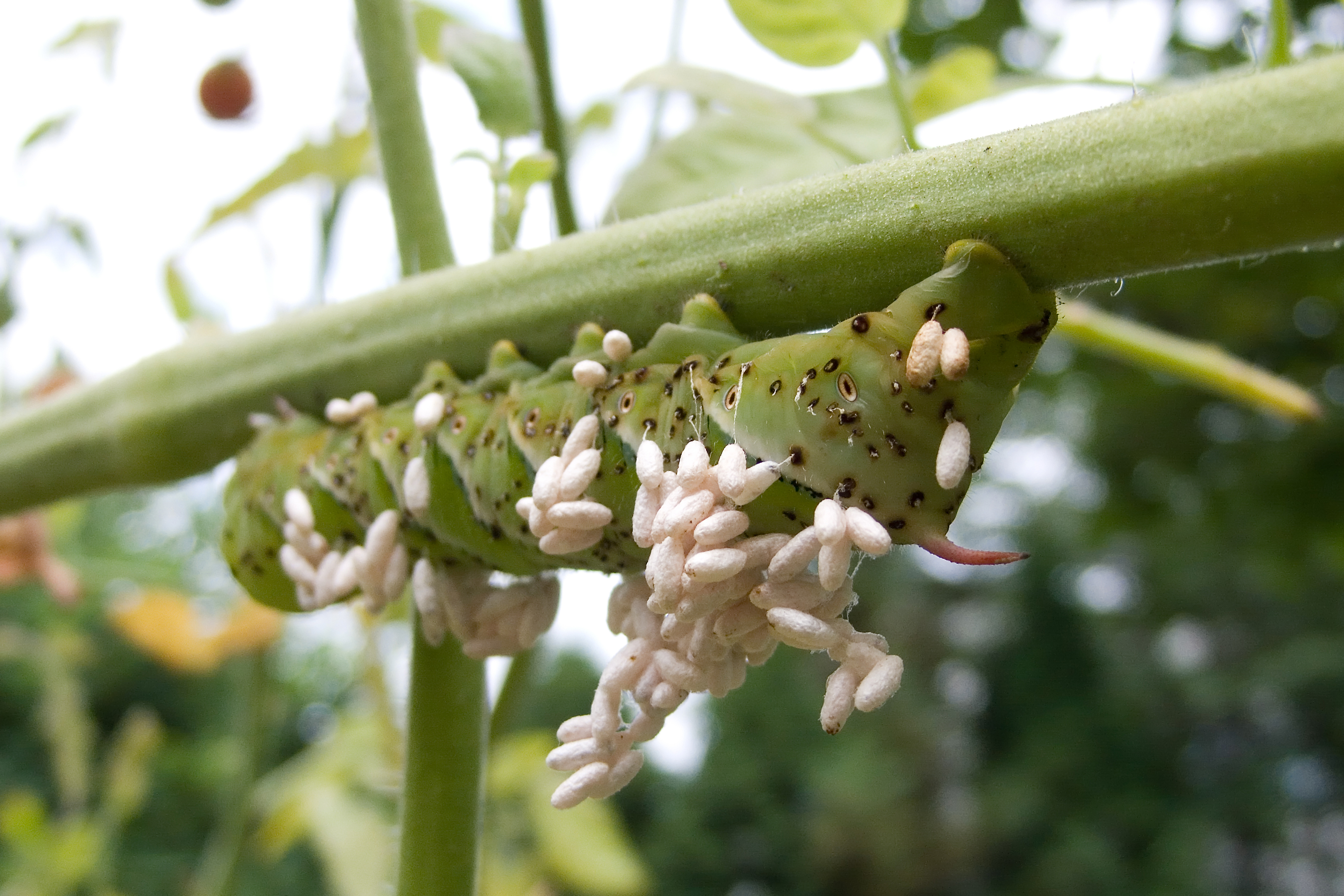
Bruco vittima di parassitoidismo ad opera di larve di Braconidae

Localizzazione geografica dell'isola della Giamaica, uno dei due loci typici della specie, e locus typicus della sottospecie M. s. jamaicensis

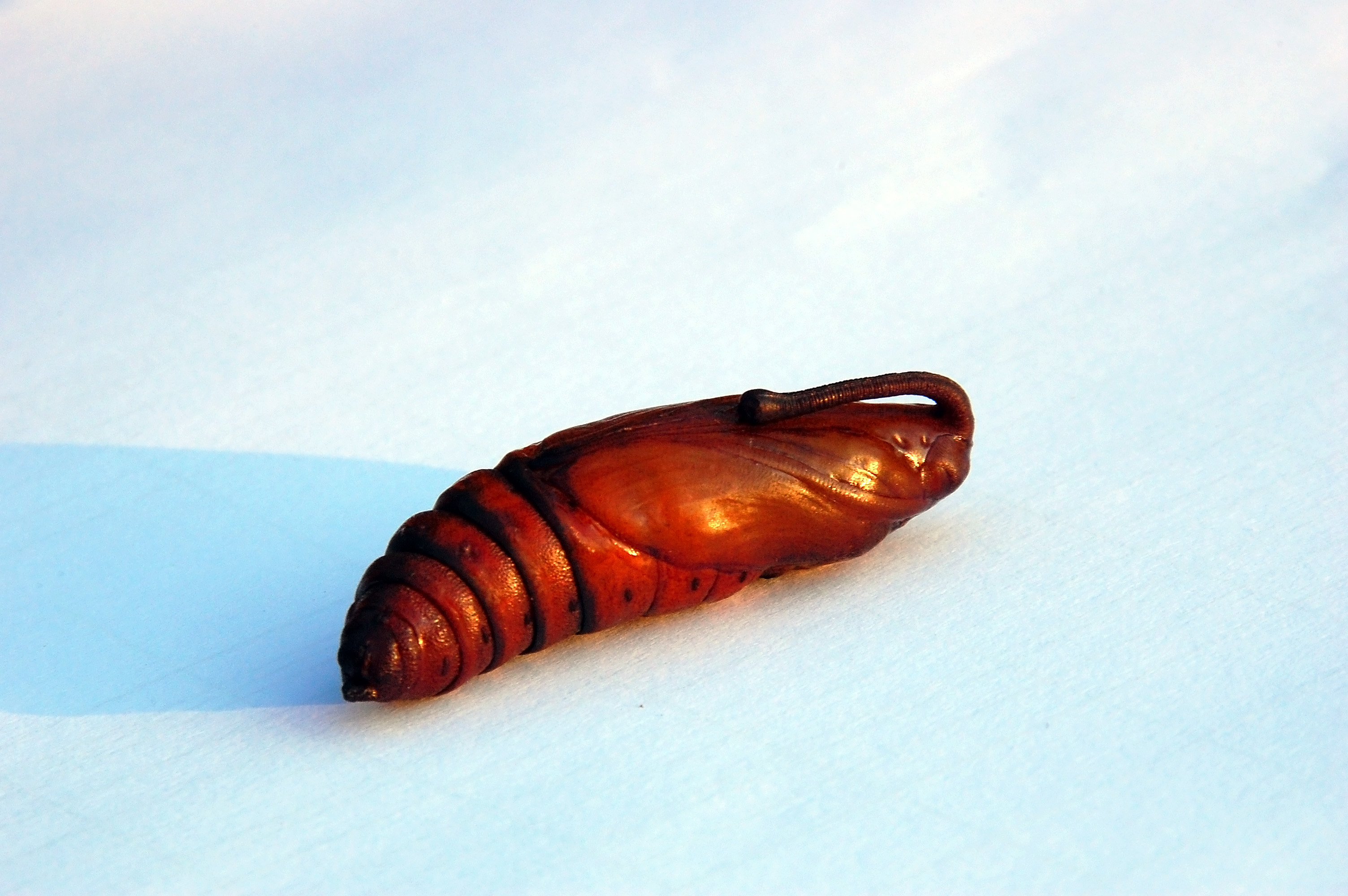
Pupa

## Distribuzione e habitat

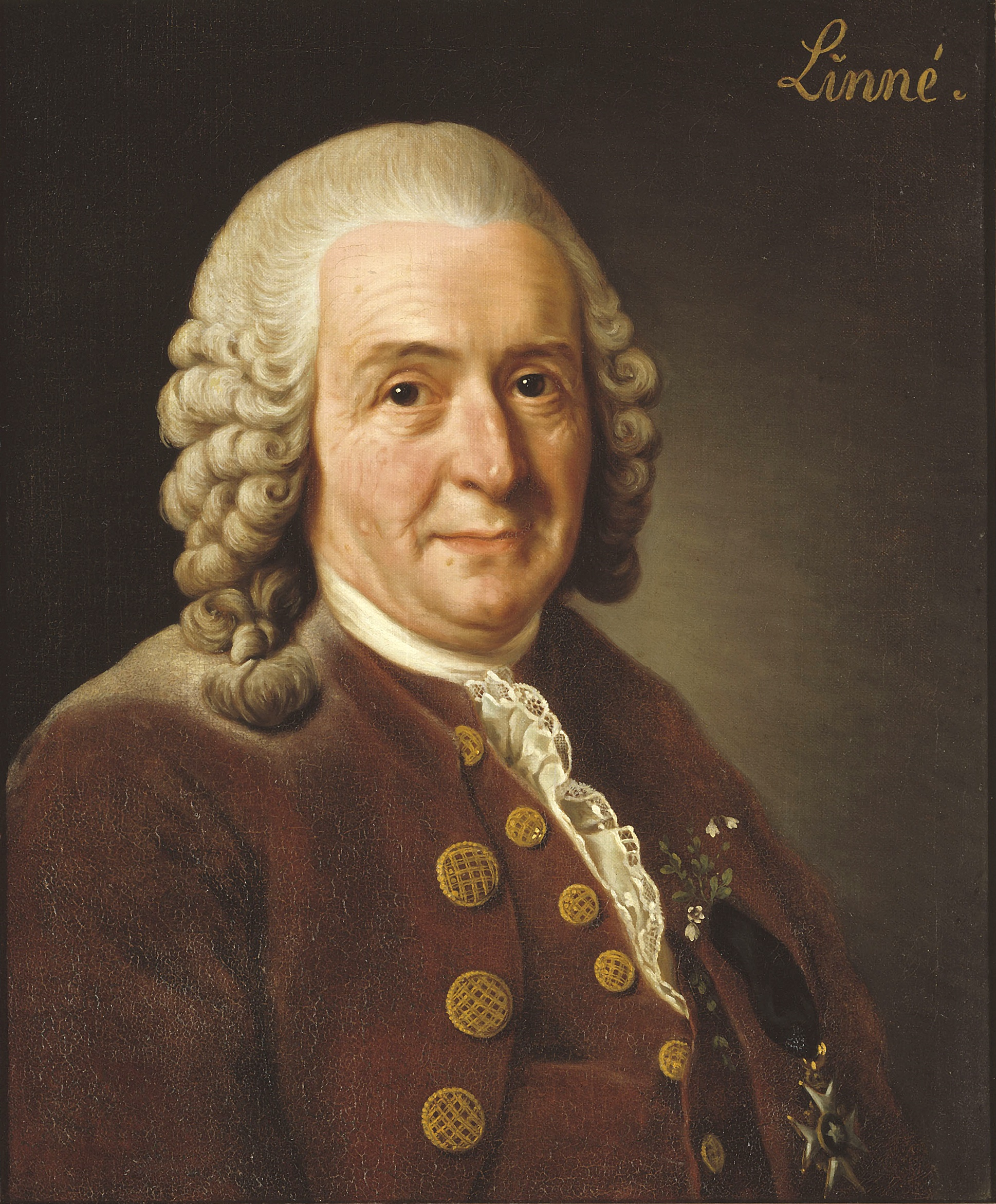
Il medico e naturalista svedese Carl von Linné (1707-1778), che per primo descrisse la specie nel 1763

L'areale di questa specie si estende a cavallo tra l'ecozona neartica e quella neotropicale, comprendendo il Canada (Ontario), gli Stati Uniti d'America (Arizona, California, Carolina del Nord e del Sud, loci typici di M. s. sexta, Colorado, Florida, Maine, Massachusetts, Michigan, Minnesota, Nuovo Messico, Texas),  il Messico, il Belize (Cayo, Corozal, Orange Walk, Stann Creek), l'Honduras (Francisco Morazán), il Nicaragua (Chontales, Estelí, Granada, León, Managua, Masaya, Matagalpa, Rio San Juan), Haiti, la Repubblica Dominicana, Porto Rico,  la Giamaica (locus typicus di M. s. jamaicensis), le Bahamas, la Dominica, la Martinica, la Guadalupa, Saint Lucia,  la Colombia, il Venezuela, il Suriname (locus typicus di M. s. paphus), la Guyana, la Guyana francese, l'Ecuador,  le Galápagos (locus typicus di M. s. leucoptera), il Perù, il Brasile (Paraná), la Bolivia (Santa Cruz), il Cile (locus typicus di M. s. caestri), l'Argentina (Córdoba, Entre Ríos, Misiones, Salta, Tucumán) e l'Uruguay.
L'habitat è rappresentato da zone boschive, piantagioni e giardini coltivati.

## Biologia
Durante l'accoppiamento, le femmine richiamano i maschi grazie ad un feromone rilasciato da una ghiandola, posta all'estremità dell'addome.

### Periodo di volo
Gli adulti sono rinvenibili tutto l'anno nella fascia tropicale dell'areale, mentre nel sud degli Stati Uniti è bi- o trivoltina, con voli tra aprile-maggio e ottobre.

### Alimentazione
Gli adulti si nutrono, a partire dal tramonto, del nettare di varie specie tra cui:
- Ipomoea alba L. (Convolvulaceae)
- Lonicera japonica Thunb. (Caprifoliaceae)
- Petunia hybrida Hort. (Solanaceae)
- Saponaria officinalis L. (Saponaria, Caryophyllaceae)

I bruchi sono in grado di arrecare notevoli danni economici alle coltivazioni ed ai giardini; possono attaccare soprattutto membri delle Solanaceae, tra cui:
- Acnistus ellipticus Hook.f. (la sottospecie M. s. leucoptera)
- Capsicum annuum L. (Peperoncino)
- Nicotiana tabacum L. (Pianta del tabacco)
- Physalis pubescens L. (la sottospecie M. s. leucoptera)
- Solanum lycopersicum L. (Pomodoro)
- Solanum tuberosum L. (Patata)

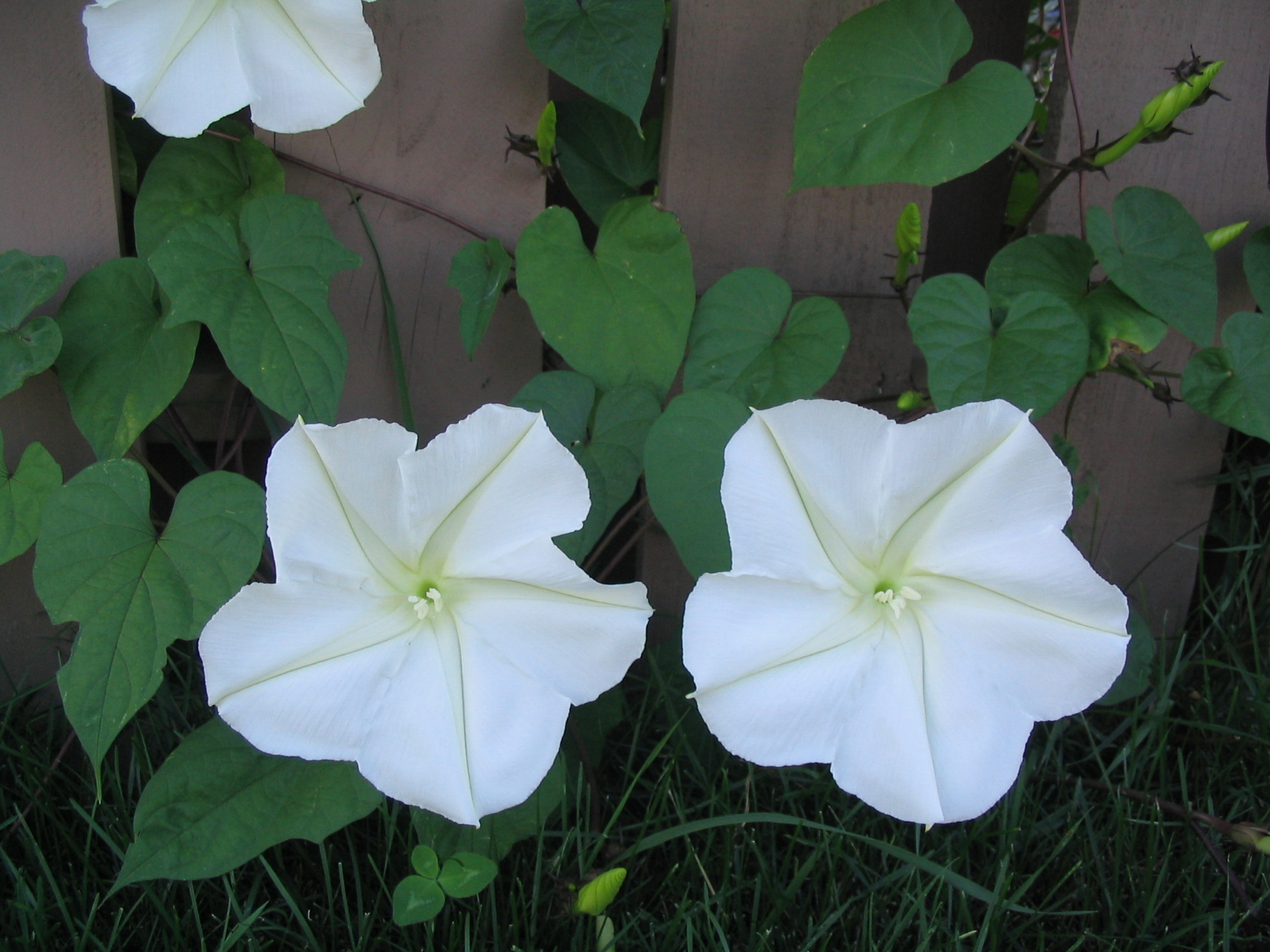
Ipomoea alba
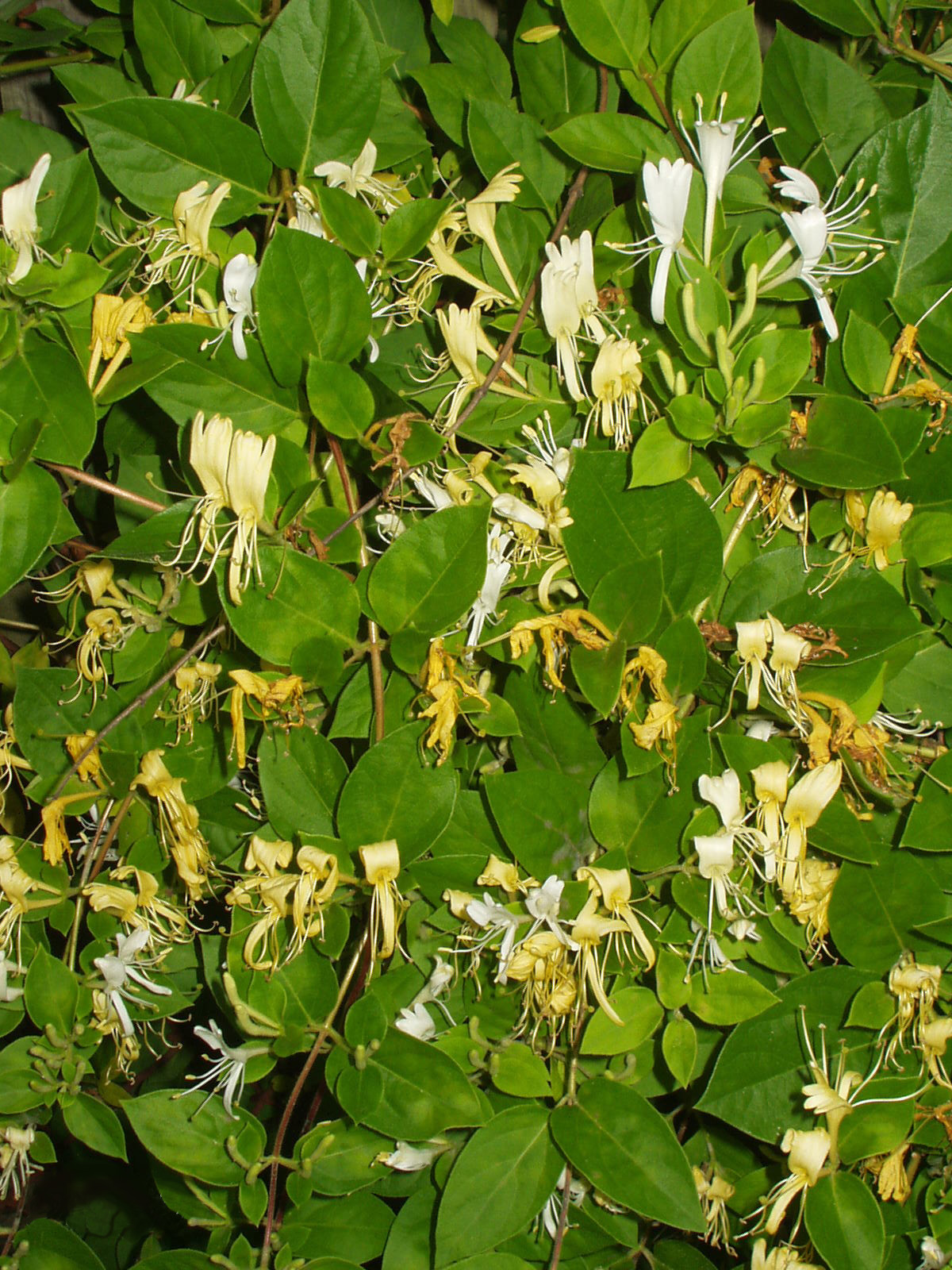
Lonicera japonica
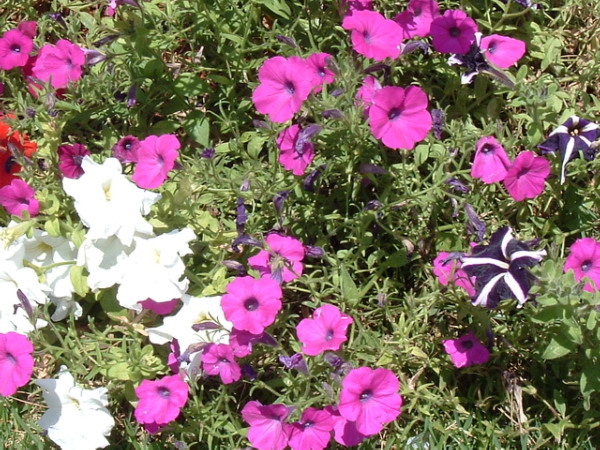
Petunia hybrida
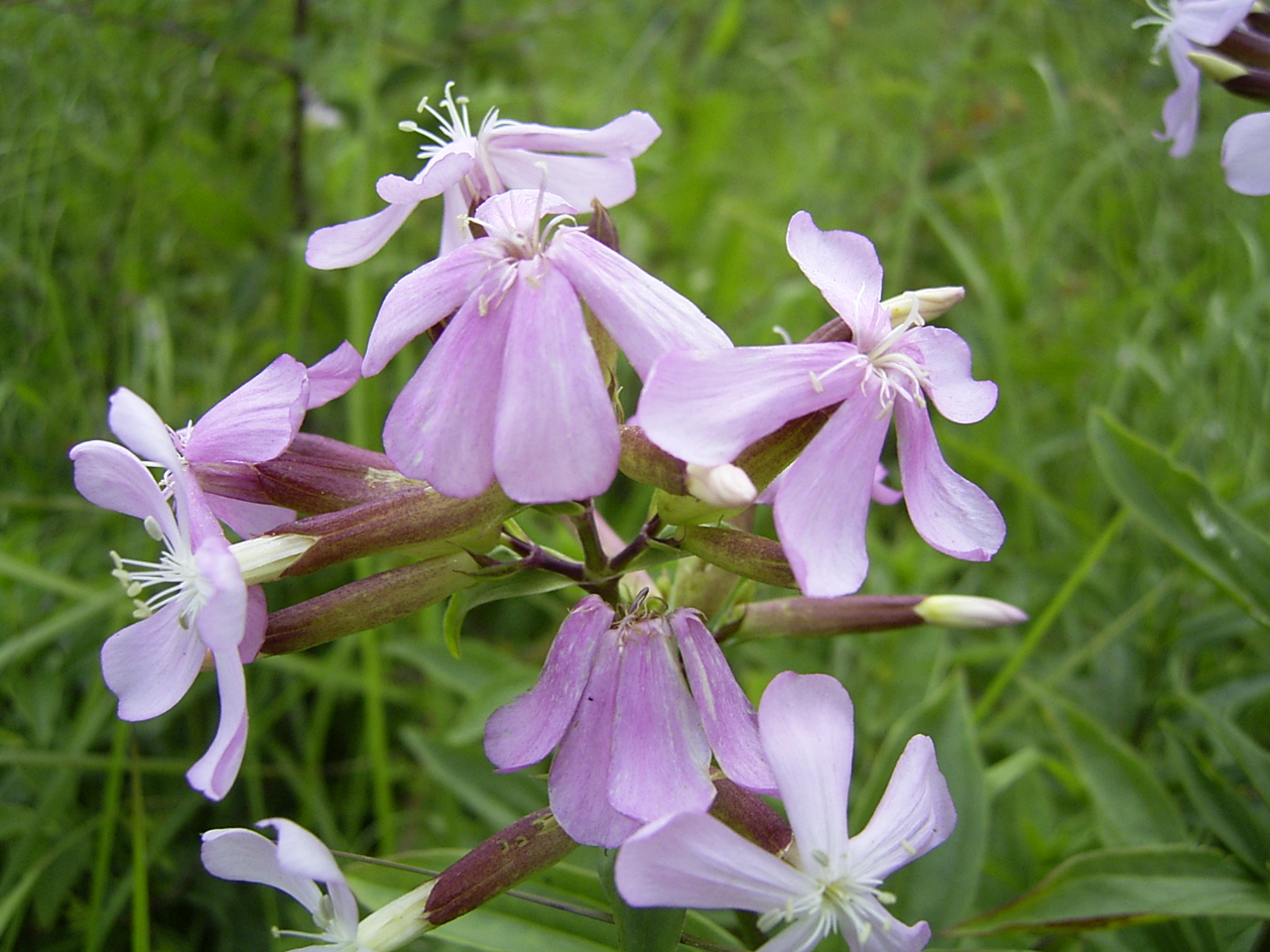
Saponaria officinalis (Saponaria)
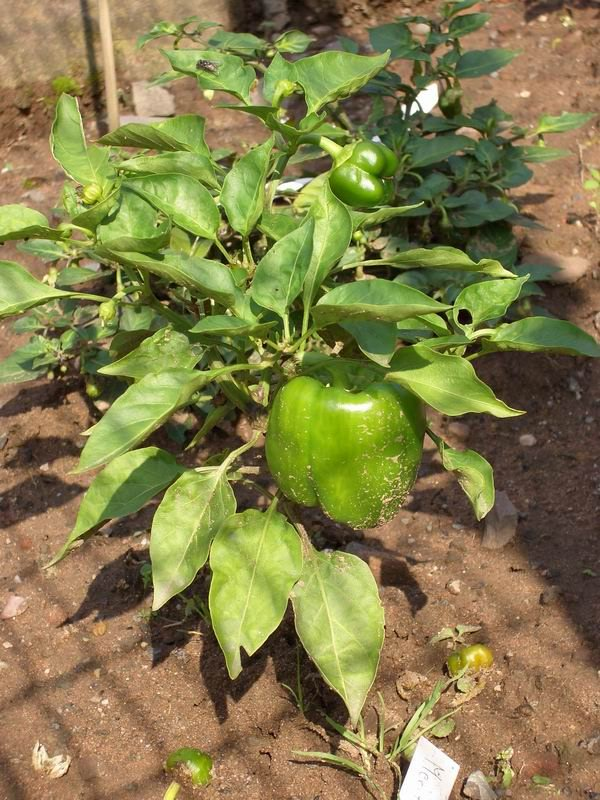
Capsicum annuum (Peperoncino)
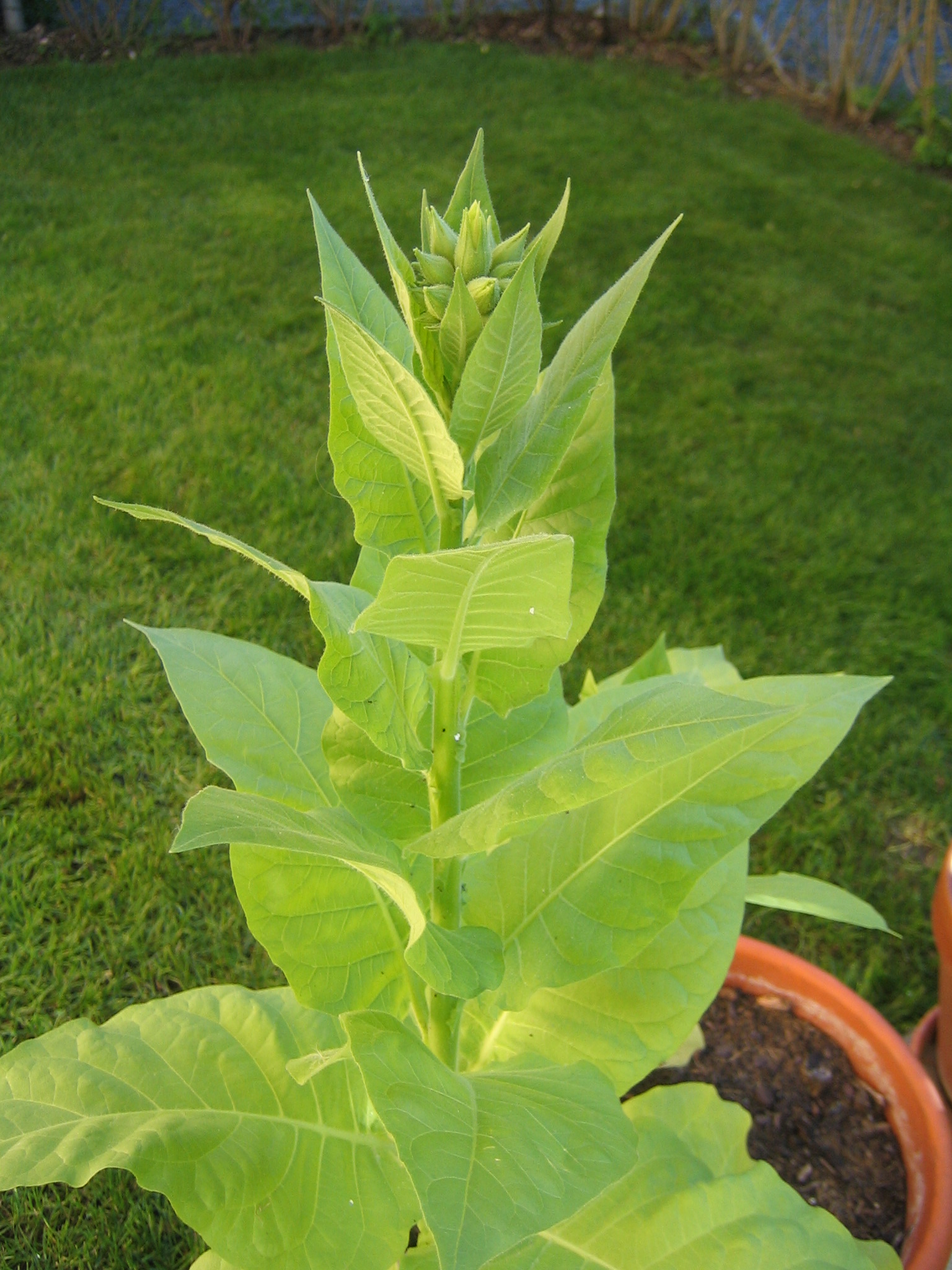
Nicotiana tabacum (Pianta del tabacco)
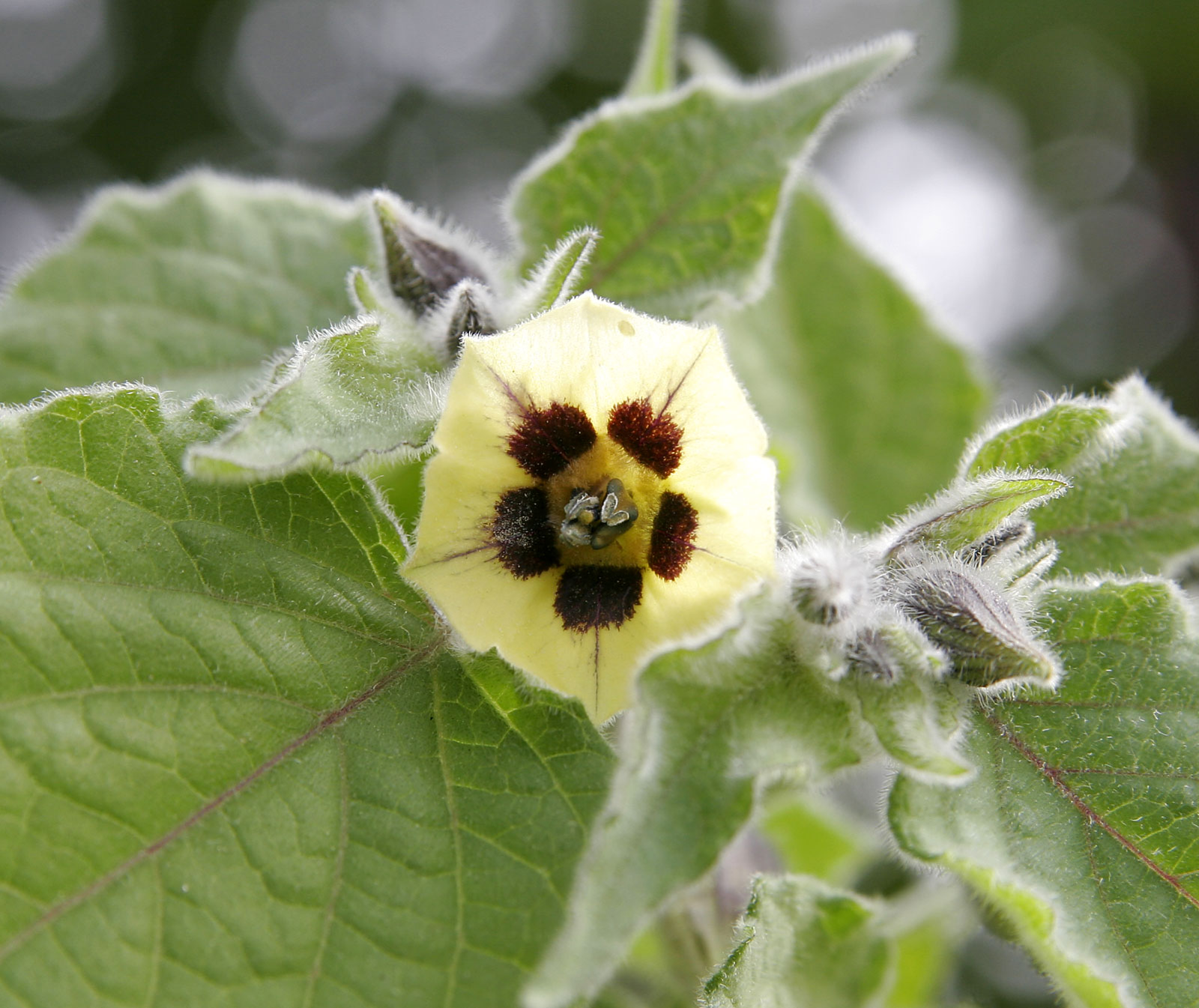
Physalis pubescens
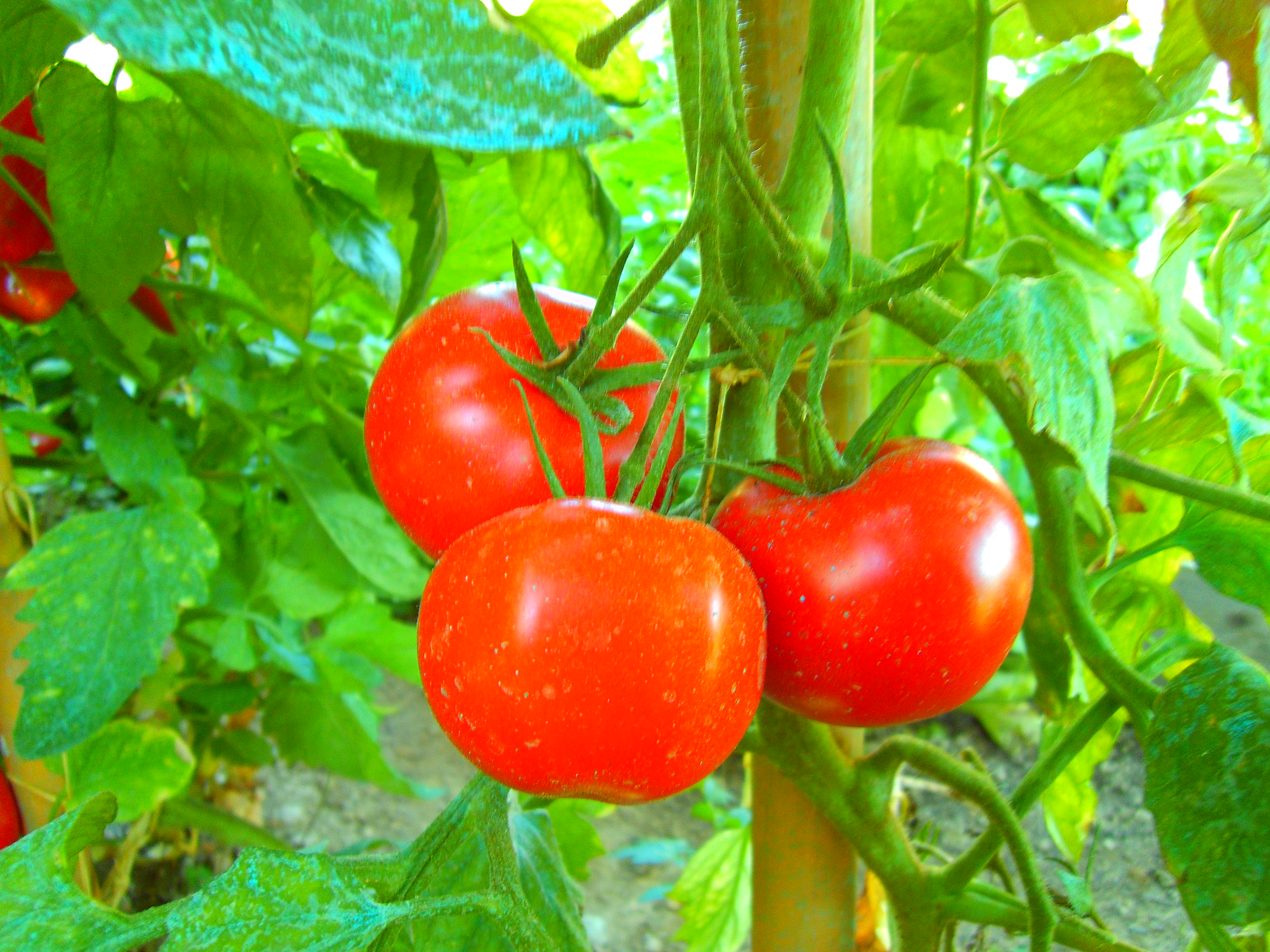
Solanum lycopersicum (Pomodoro)
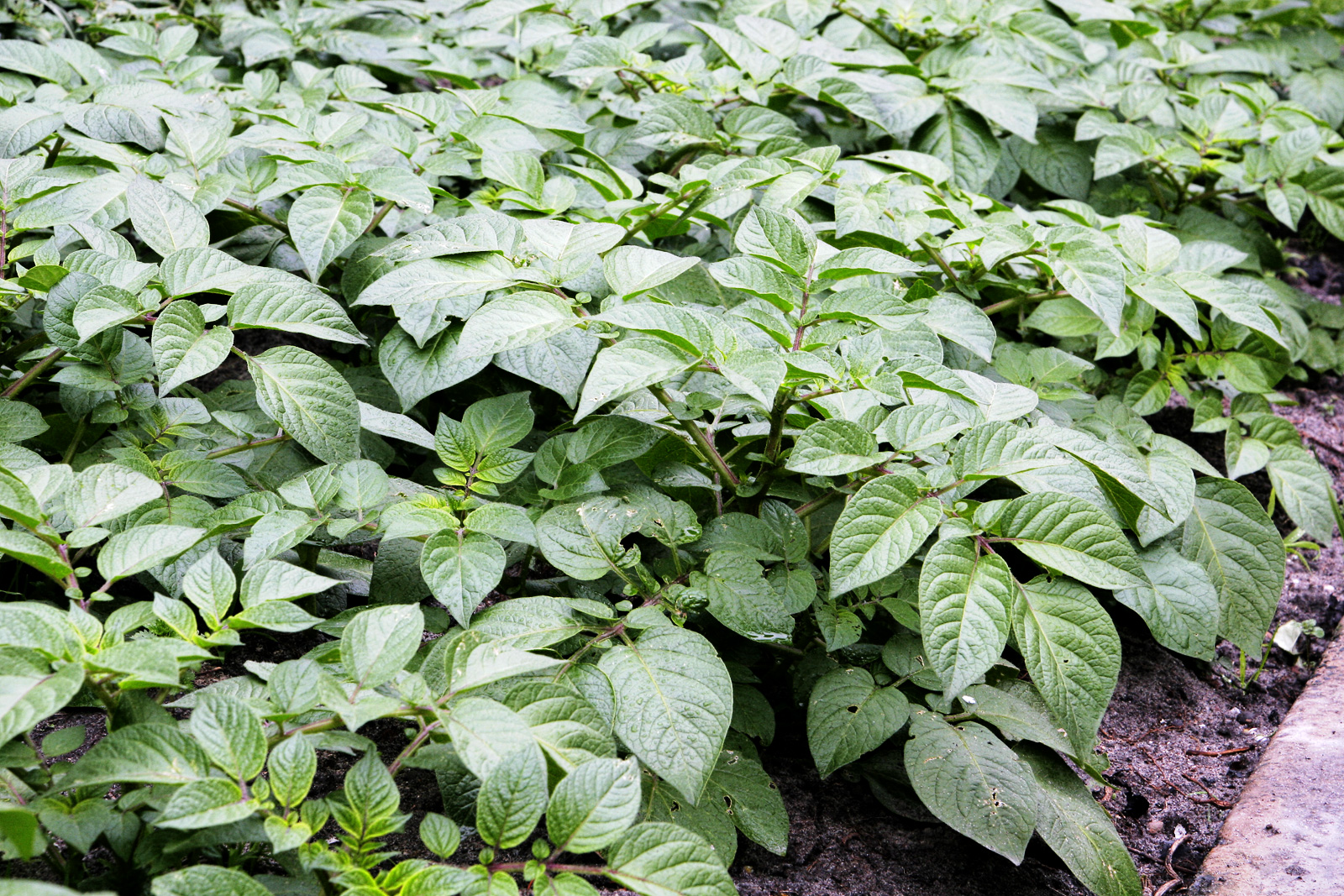
Solanum tuberosum (Patata)

### Parassitoidismo
In taluni casi la larva può essere oggetto di parassitoidismo da parte di insetti ditteri oppure imenotteri braconidi.

## Tassonomia

### Sottospecie
Attualmente vengono riconosciute sei sottospecie:
- Manduca sexta sexta (Linnaeus, 1763) - Cent. Ins. Rar. in Amoenitates Acad., 6: 27 - Locus typicus: Carolina, Giamaica[1]
- Manduca sexta caestri (Blanchard, 1854) - Zool. Agr. in Gay, 1854, Hist. fis. pol. Chile (Zoologia) 7: 52 - Locus typicus: Cile[17]
  - = Sphinx eurylochus Philippi, 1860 (sinonimo eterotipico)
  - = Sphinx sexta caestri Blanchard, 1854 (sinonimo omotipico e basionimo)

Taglia più ridotta, ali anteriori brunastre e omogenee, con una macchia chiara a livello della cellula discale; linea submarginale assente o vestigiale; marcati punti chiari sul dorsale dell'addome; genitale maschile simile a M. s. paphus, con il lobo dentato dell'arpa ristretto.
- Manduca sexta jamaicensis (Butler, 1875) - Trans. Zool. Soc. Lond. 9: 608 - Locus typicus: Giamaica, ma presente anche in Repubblica Dominicana e Saint Lucia[18]
  - = Protoparce sexta jamaicensis Butler, 1875 (sinonimo omotipico e basionimo)
  - = Protoparce sexta luciae Gehlen, 1928 (sinonimo eterotipico)

Rispetto a M. s. sexta si mostra più scura, con le ali anteriori più rossastre e quelle posteriori marroncine, pur se con una certa variabilità; il genitale maschile è simile a quello di M. s. sexta.

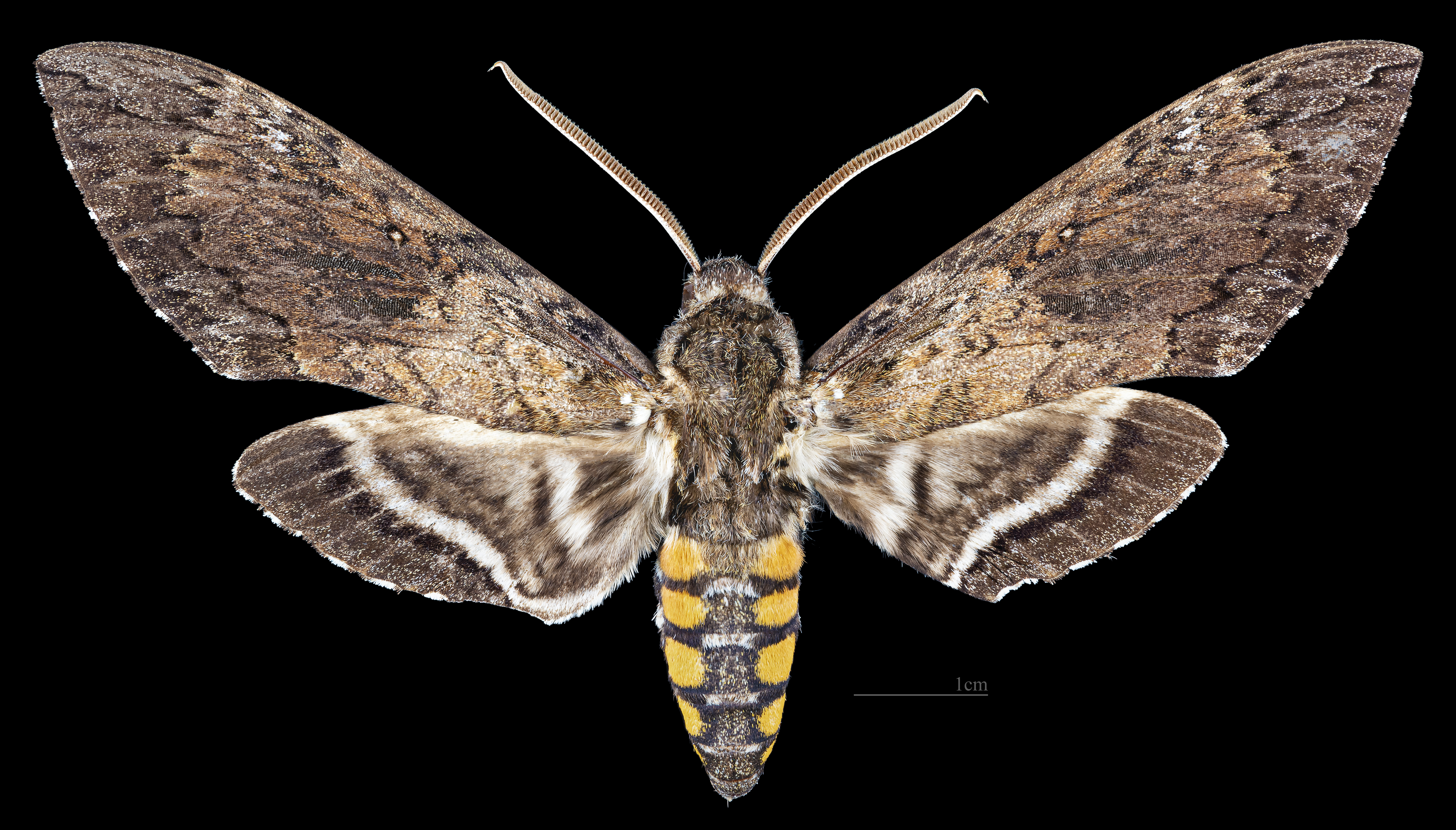
Manduca sexta jamaicensis ♂
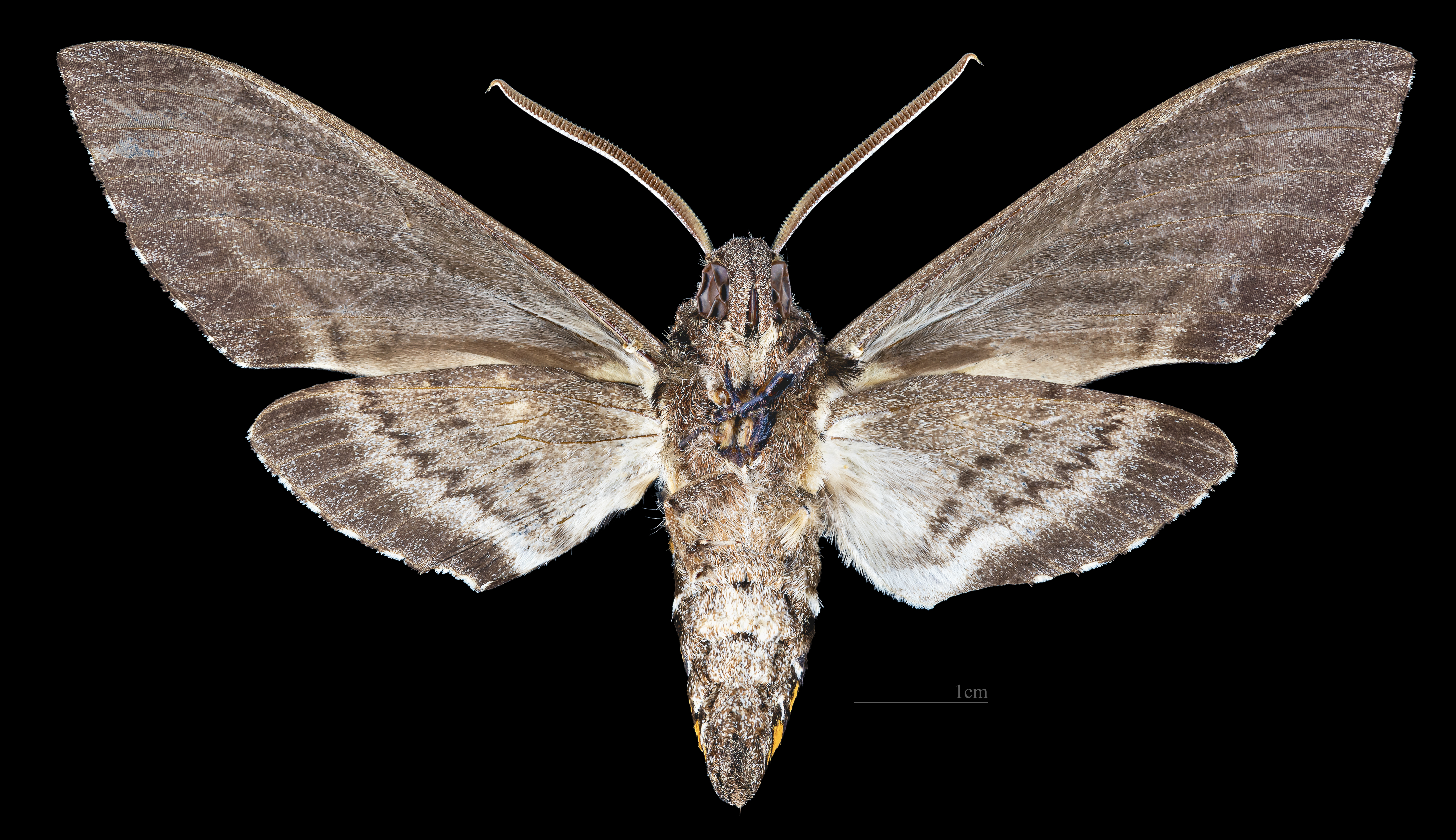
♂ △
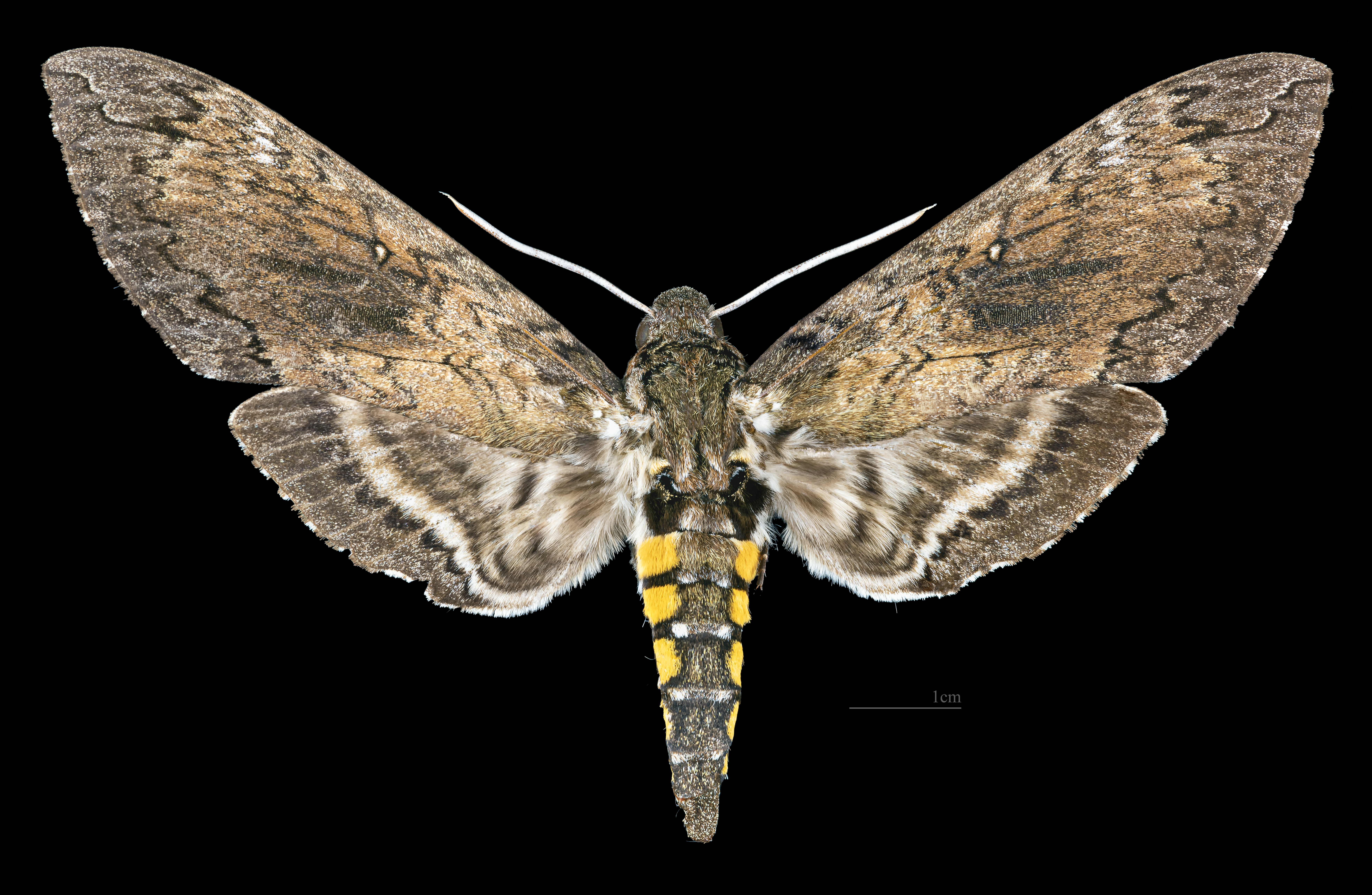
♀
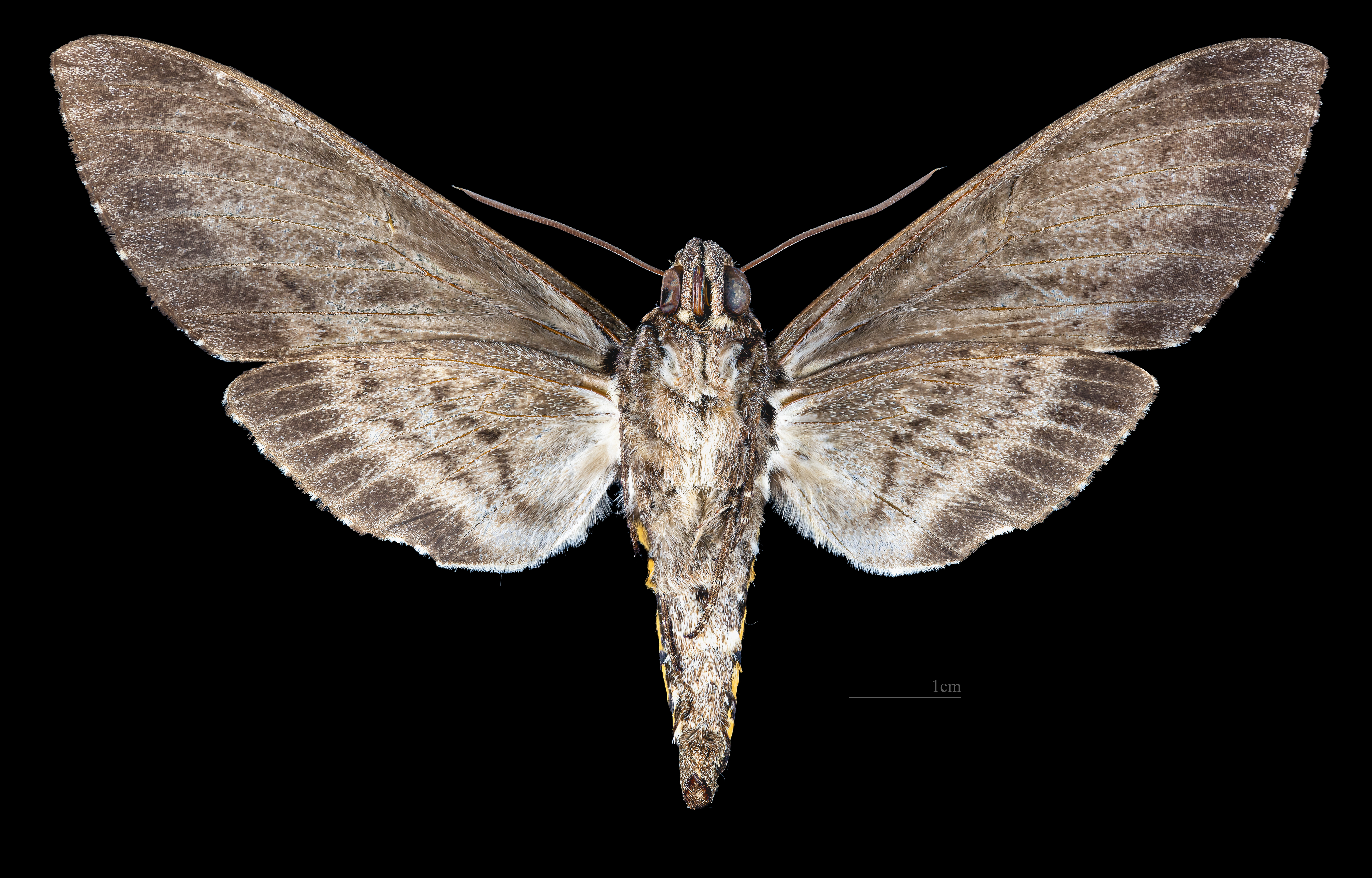
♀ △

- Manduca sexta leucoptera (Rothschild & Jordan, 1903) - Novit. zool. 9 (suppl.): 64, 79 - Locus typicus: Galápagos[19]
  - = Protoparce sexta leucoptera Rothschild & Jordan, 1903 (sinonimo omotipico e basionimo)

Antenne più sottili e leggermente ingrossate all'apice; torace più chiaro dell'addome; addome con macchie dorsolaterali bianche indistinte; ali anteriori tra il bianco sporco e il grigio chiaro, con l'area submarginale in parte marrone, macchia discale bianca e una linea ondulata marrone in posizione posdiscale; linea apicale obliqua e nera, con mezzelune brune poco differenziate in posizione submarginale; apertura alare di 45 mm.

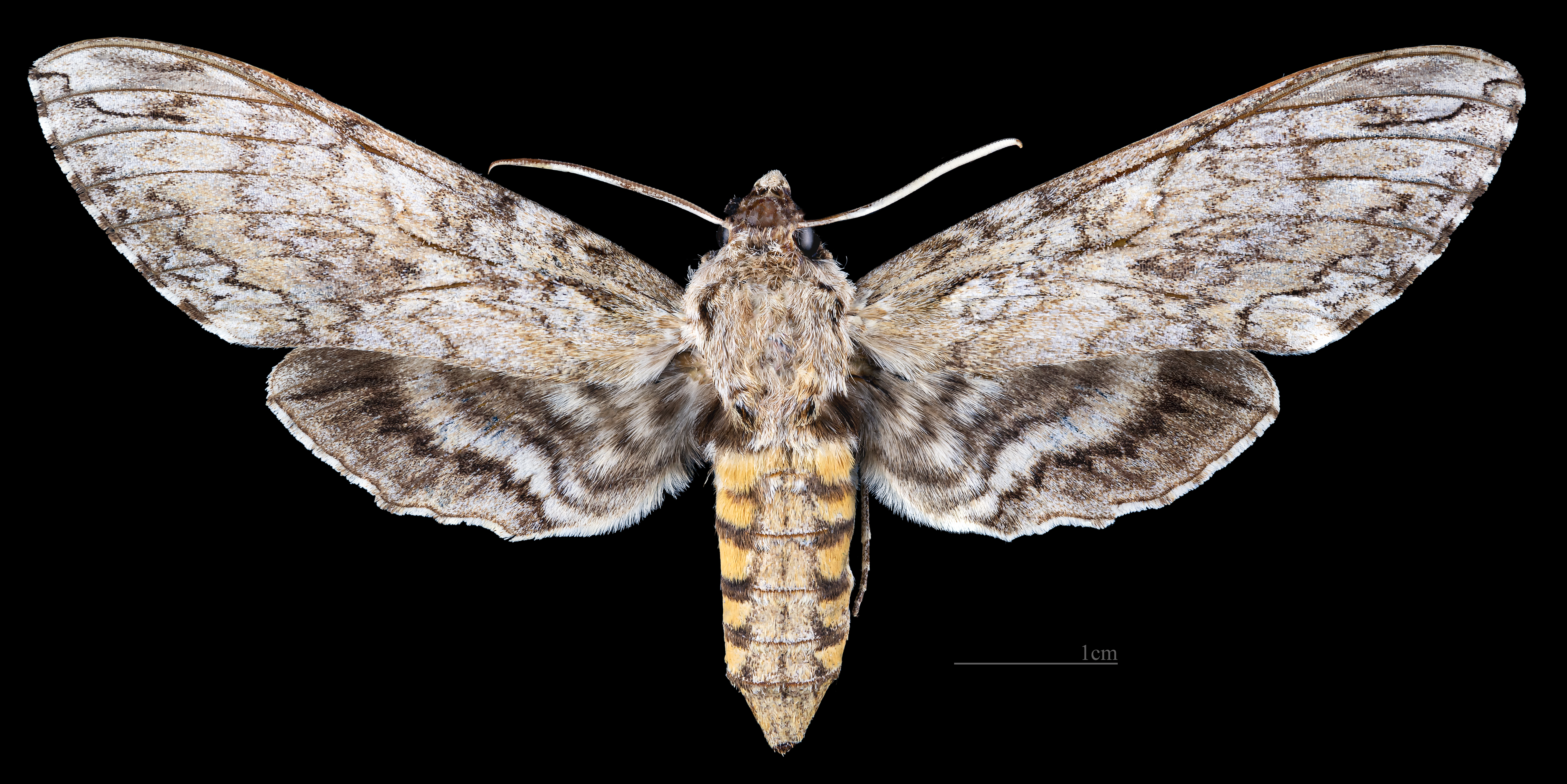
Manduca sexta leucoptera ♀ △
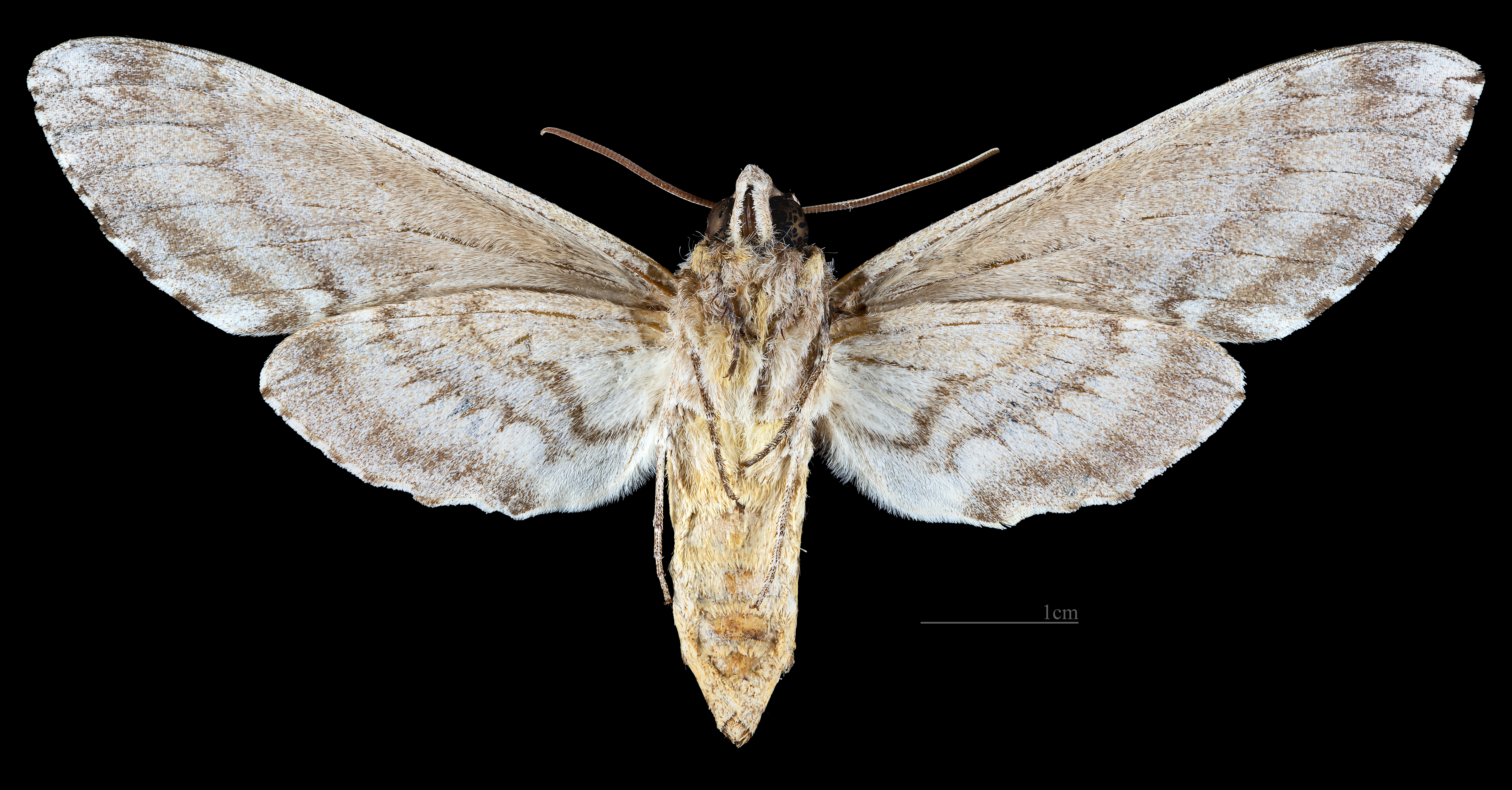
♀ △

- Manduca sexta paphus (Cramer, 1779) - Uitl. Kapellen 3 (17-21): pl. 216, f. B - Locus typicus: Suriname[20]
  - = Protoparce griseata (Butler, 1875) - Trans. Zool. Soc. Lond. 9: 608 - Locus typicus: Venezuela (sinonimo eterotipico)
  - = Protoparce sexta fuliginosa Closs, 1917 - Locus typicus: Brasile (sinonimo eterotipico)
  - = Protoparce sexta peruviana Bryk, 1953 - Locus typicus: Perù (sinonimo eterotipico)
  - = Sphinx nicotianae Boisduval, 1875 - Hist. nat. Ins., Spec. gén. Lépid. Hétérocères 1: 1-568, pl. 1-11 - Locus typicus: Colombia (sinonimo eterotipico)[21]
  - = Sphinx sexta paphus Cramer, 1779 - Uitl. Kapellen 3 (17-21): pl. 216, f. B - Locus typicus: Suriname (sinonimo omotipico e basionimo)[20]
  - = Sphinx tabaci Boisduval, 1875 - Hist. nat. Ins., Spec. gén. Lépid. Hétérocères 1: 1-568, pl. 1-11 (sinonimo eterotipico)[21]

Si distingue da M. s. sexta per il fatto che, sull'ala anteriore, la banda bianca submarginale appare meno pronunciata e le fasce bianche sull'ala posteriore sono più chiare; la colorazione di fondo dell'ala anteriore risulta variabile, ma spesso pallida come in M. s. caestri; anche il genitale maschile è simile a quest'ultima sottospecie.

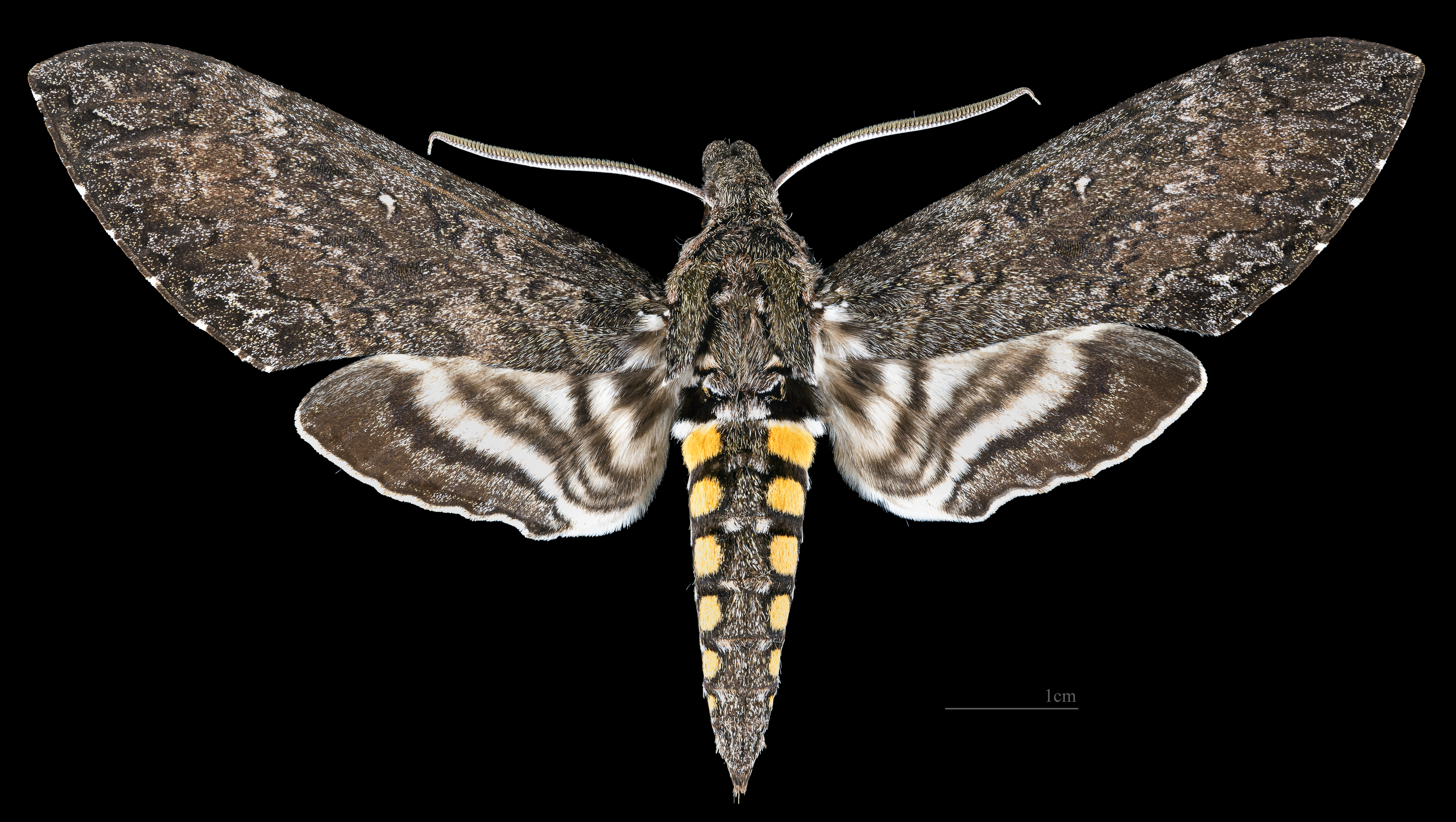
Manduca sexta paphus ♂
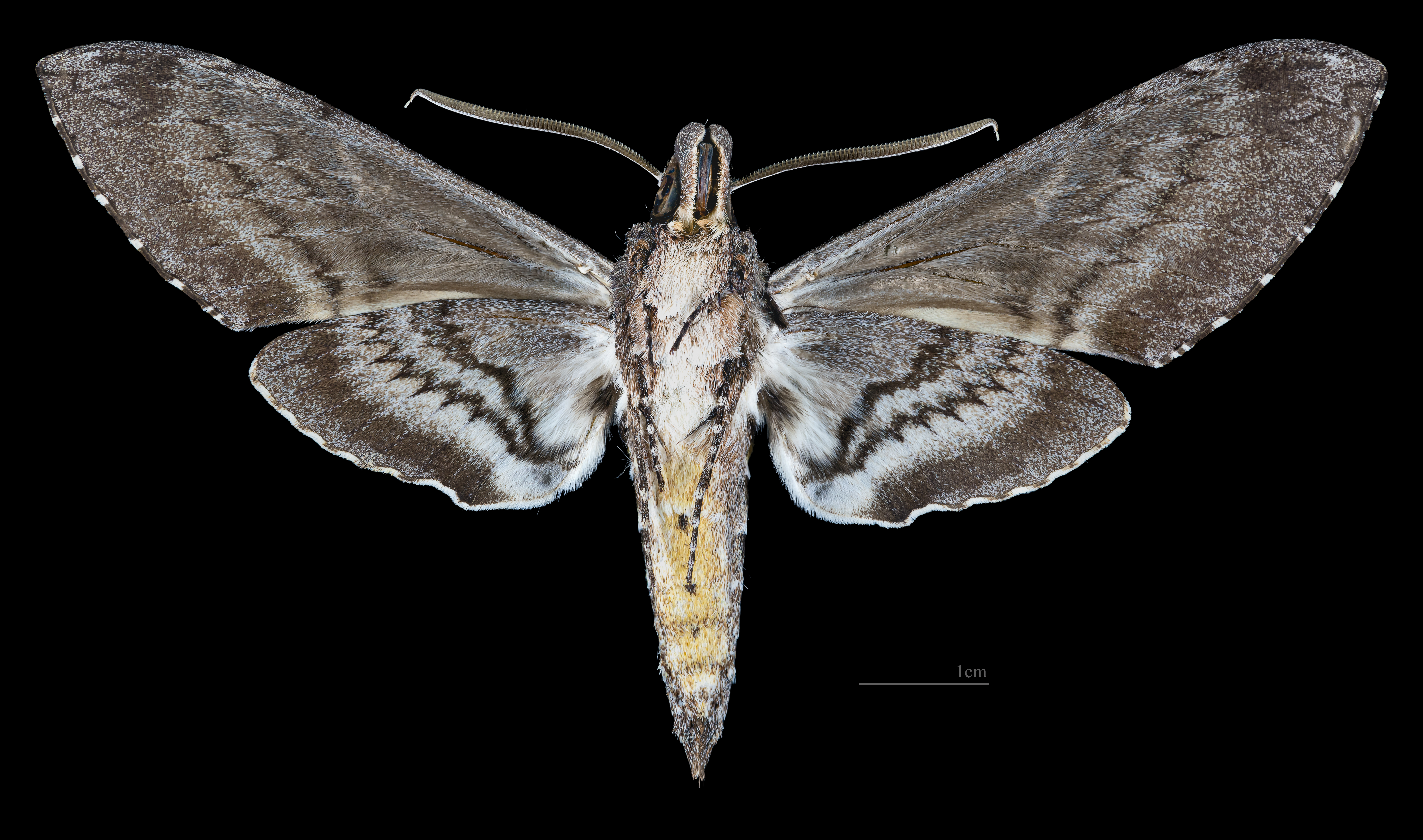
Manduca sexta paphus ♂ △

- Manduca sexta saliensis (Kernbach, 1964) - Mitt. dt. ent. Ges. 23: 89 - Locus typicus: Argentina, Tucumán
  - = Protoparce sexta saliensis Kernbach, 1964  - Mitt. dt. ent. Ges. 23: 89 - Locus typicus: Argentina, Tucumán (sinonimo omotipico e basionimo)

Segnatamente più scura rispetto a M. s. sexta, sia nell'ala anteriore, sia in quella posteriore, con geometrie più marcate rispetto al colore di fondo.

### Sinonimi
Relativamente alla specie, sono stati riportati tre sinonimi:
- Sphinx carolina Linnaeus, 1764 - Mus. Lud. Ulr.: 346 - Locus typicus: Carolina, Giamaica (sinonimo eterotipico)[22]
- Sphinx lycopersici Boisduval, 1875 - Hist. nat. Ins., Spec. gén. Lépid. Hétérocères, 1 : 71 - Locus typicus: California (sinonimo eterotipico)[21]
- Sphinx sexta Linnaeus, 1763 - Cent. Ins. Rar. in Amoenitates Acad., 6: 27 - Locus typicus: Carolina, Giamaica (sinonimo omotipico e basionimo)[1]

## Galleria d'immagini

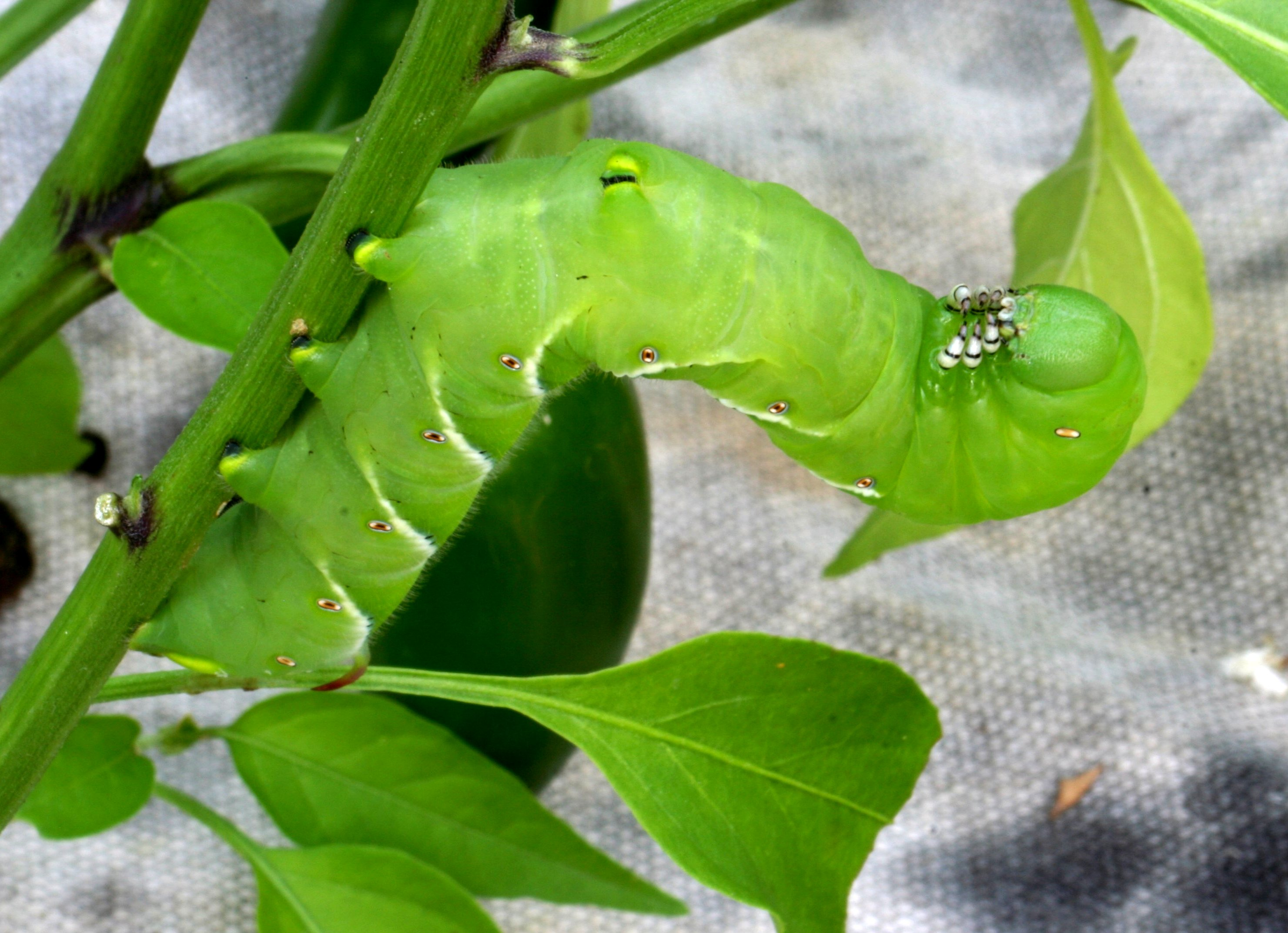
Larva
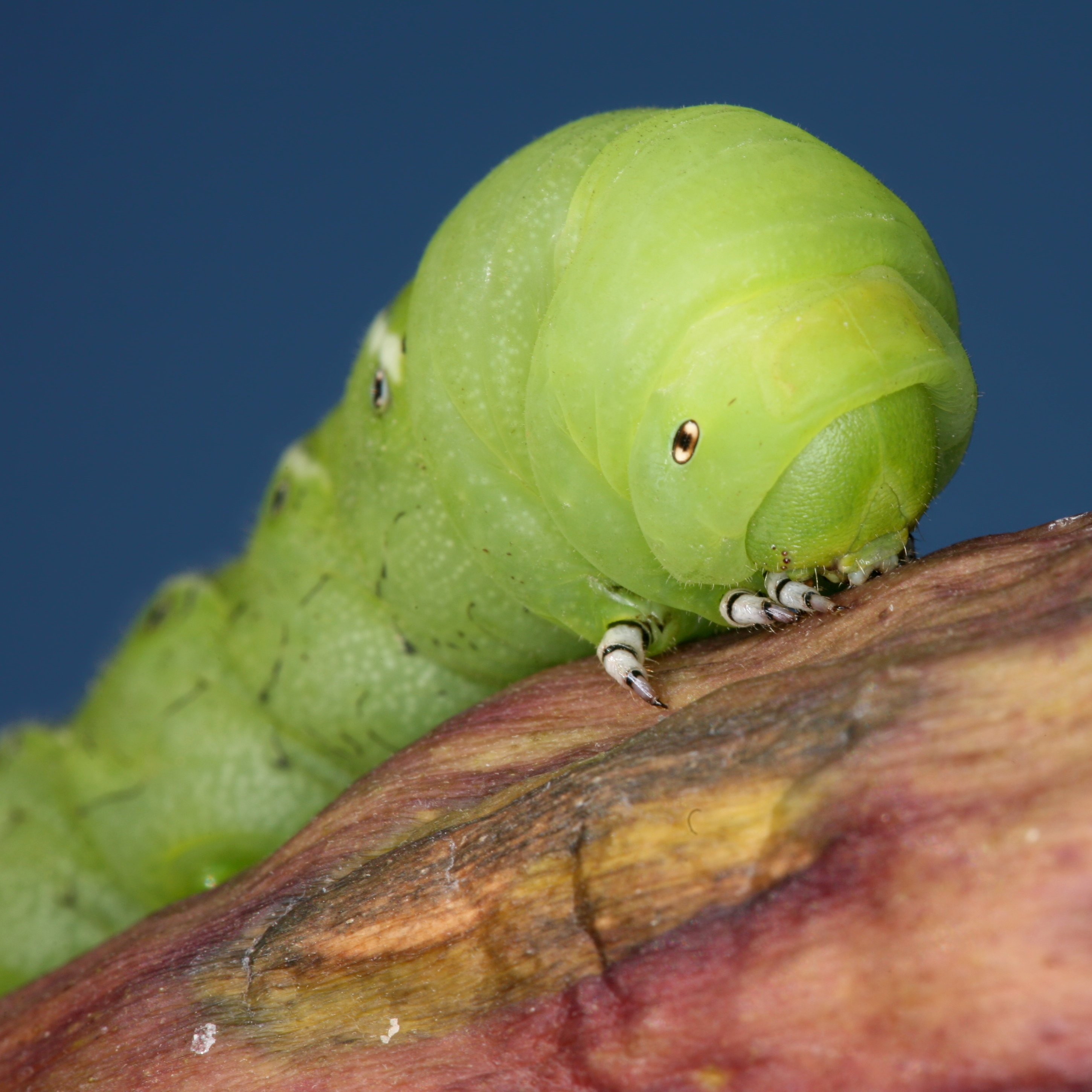
Dettaglio della larva
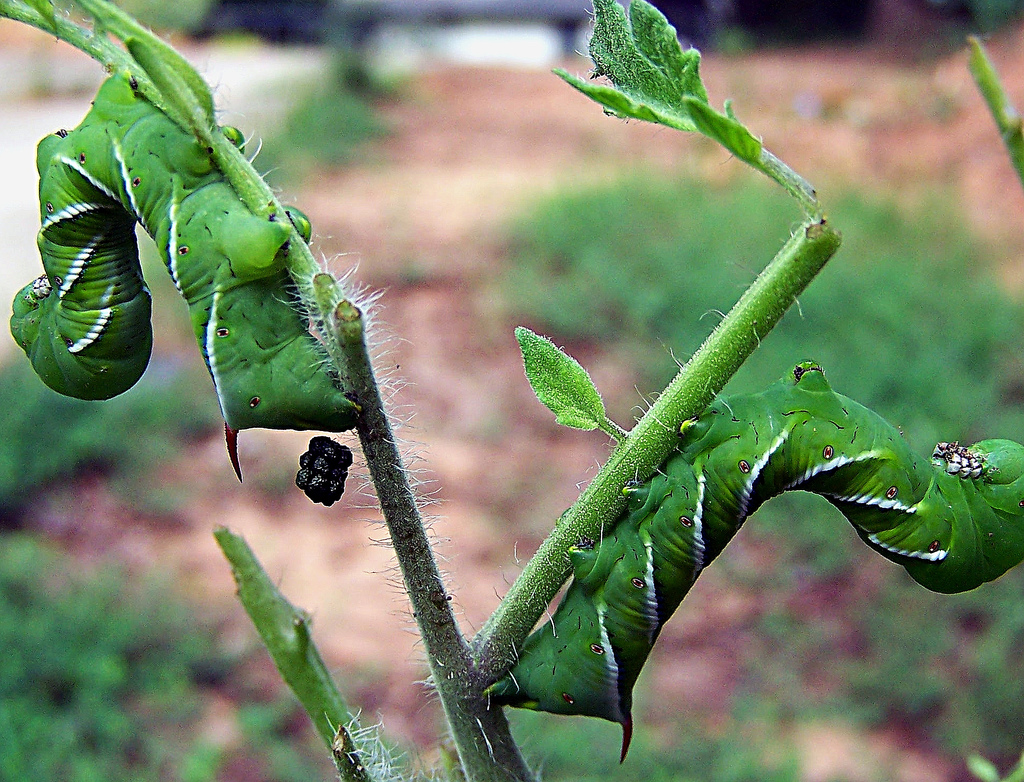
Larva con escrementi
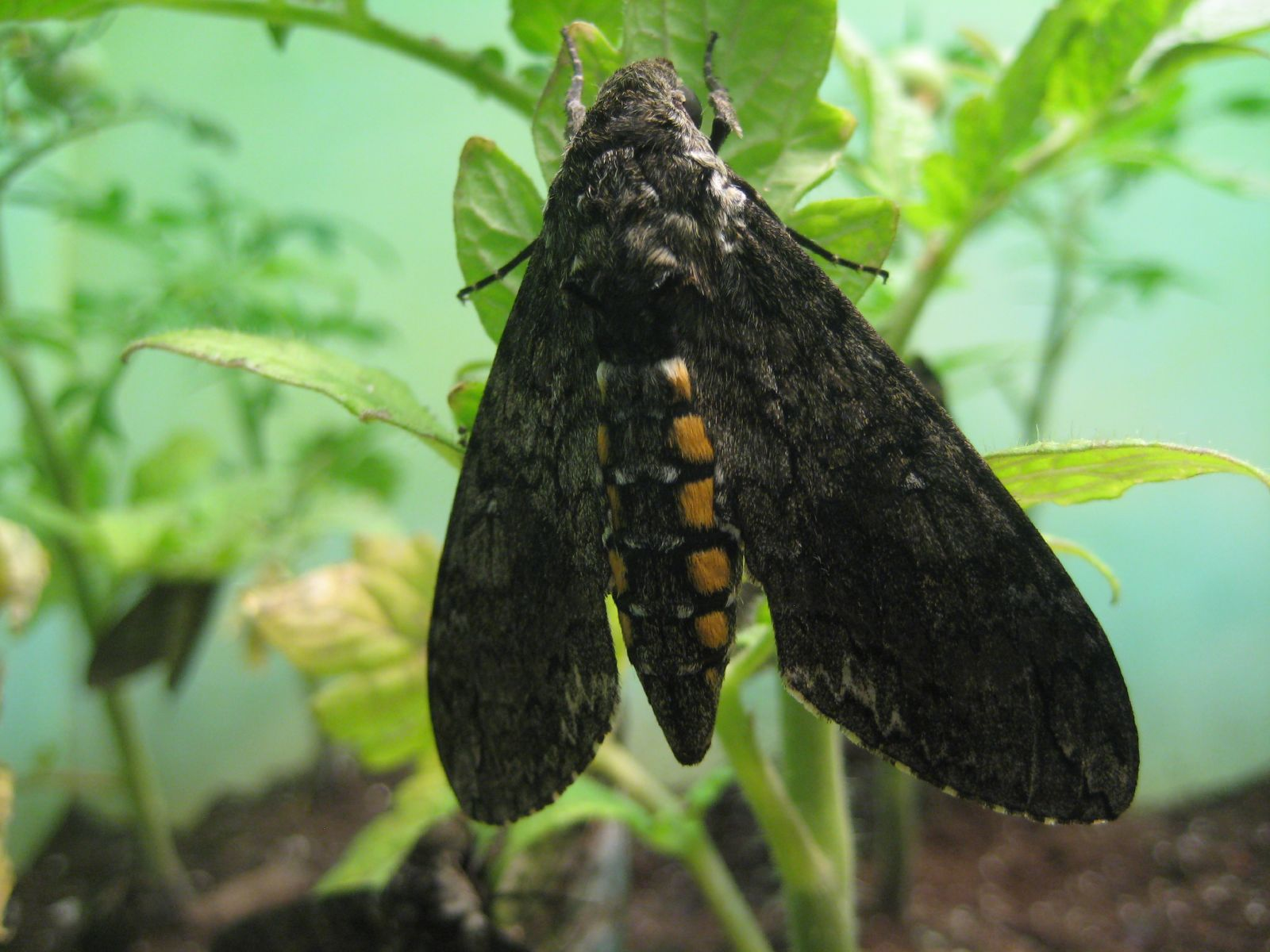
Adulto
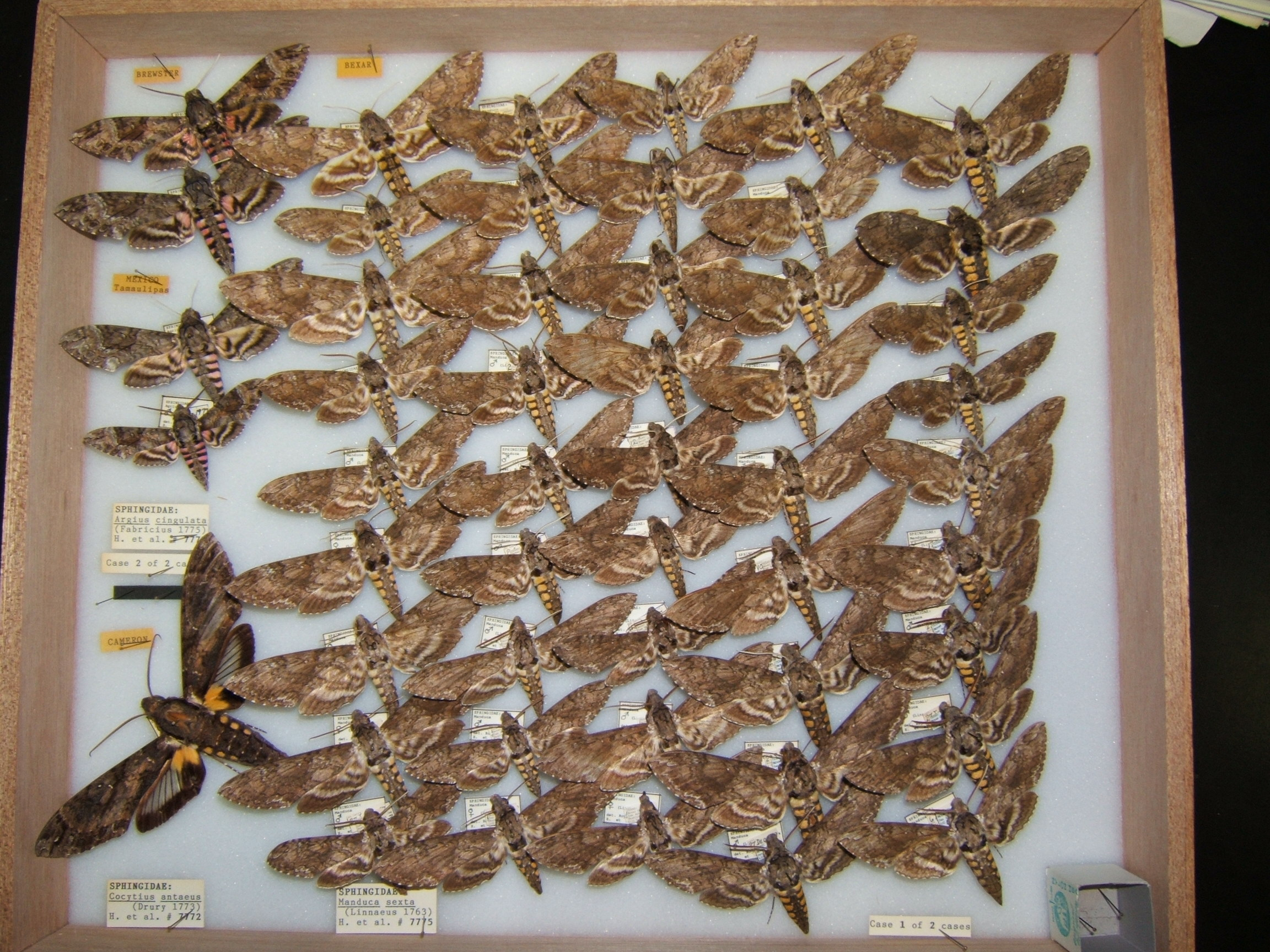
Collezione entomologica